# Franz Joseph I.
Franz Joseph I. (* 18. August 1830 im Schloss Schönbrunn, heute zu Wien; † 21. November 1916 ebenda), mit vollem Namen Franz Joseph Karl von Österreich, aus dem Haus Habsburg-Lothringen, war vom 2. Dezember 1848 bis zu seinem Tod Kaiser von Österreich, Apostolischer König von Ungarn und König von Böhmen. Mit einer Regierungszeit von nahezu 68 Jahren übertraf er jeden anderen Herrscher seiner Dynastie und er gehört damit zu den am längsten amtierenden Staatsoberhäuptern des 19. und 20. Jahrhunderts weltweit.

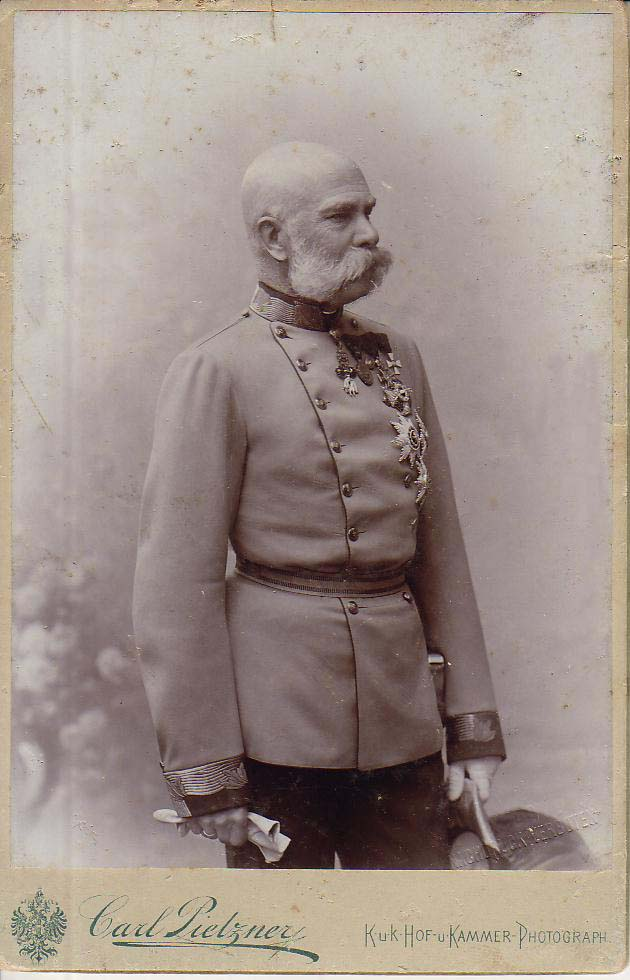
Franz Joseph, um 1885

Das persönliche Wappen Kaiser Franz Josephs I. kurz nach seinem Regierungsantritt; unten sein Wahlspruch Viribus Unitis („Mit vereinten Kräften“)

Nach den revolutionären Erhebungen von 1848 war sein Onkel Ferdinand I. als Kaiser nach Meinung der Dynastie zu schwach, die Regierung fortzusetzen. Franz Josephs Vater, Franz Karl von Österreich, verzichtete insbesondere durch Einfluss seiner Gattin Sophie Friederike von Bayern auf die Nachfolge. Daher trat der erst 18-jährige Franz Joseph am 2. Dezember 1848 auf Wunsch seiner Familie die Nachfolge als Kaiser von Österreich an.
Er hob die Verfassungszugeständnisse auf und regierte ab 1851 zunächst absolutistisch und zentralistisch. Die militärischen Niederlagen im Sardinischen Krieg (1859) und im Deutschen Krieg (1866) zwangen ihn zur Verständigung mit den Magyaren (Ungarn) und zur Umwandlung des einheitlichen Kaisertums Österreich in zwei konstitutionelle Monarchien: Der Ausgleich von 1867 schuf die Doppelmonarchie Österreich-Ungarn als Realunion zweier Staaten.
Außenpolitisch wuchs unter seiner Regierung der Gegensatz zu Russland in der Balkanfrage, während er sich immer enger an das Deutsche Kaiserreich anlehnte (Zweibund). Da sich Franz Joseph I. in Cisleithanien innenpolitisch föderalistischen Reformen verweigerte (in Transleithanien verweigerten sich die magyarischen Eliten), wurde der sich stetig vergrößernde Nationalitätenkonflikt die zentrale Problematik des Vielvölkerstaats. Die anhaltenden Spannungen auf dem Balkan und die starke Überschätzung von Österreich-Ungarns militärischen Möglichkeiten mündeten 1914 nach der Ermordung des Thronfolgers Franz Ferdinand in Franz Josephs Kriegserklärung an Serbien, die sich unter anderem auf Grund der Bündnisdynamik zum Ersten Weltkrieg entwickelte.
Franz Joseph war mit Elisabeth (genannt Sisi) – einer geborenen Herzogin in Bayern aus dem Haus Wittelsbach – bis zu ihrem gewaltsamen Tod 1898 verheiratet. Ihr gemeinsamer Sohn Kronprinz Rudolf beging 1889 Suizid, sodass die Erbfolge an die Linie von Franz Josephs Bruder Karl Ludwig ging.
Der Tod Franz Josephs am 21. November 1916 leitete, gemeinsam mit der militärischen Niederlage und den divergierenden nationalen Interessen der Völker, die Auflösung Österreich-Ungarns ein, die im Herbst 1918 stattfand.

## Namen und Titel
Der zuvor als Erzherzog Franz bekannte Monarch nahm als Kaiser einen Doppelnamen an. Zunächst war geplant, ihn nach dem Großvater, dem ersten Kaiser von Österreich, Franz I., Franz II. zu nennen. Schließlich entschloss man sich, durch die Hinzunahme seines zweiten Vornamens Joseph an den im Volk noch immer populären Reformkaiser Joseph II. (1765–1790) zu erinnern. Aus diesem Grund wählte man den für einen Monarchen aus dem Haus Habsburg ungewöhnlichen Doppelnamen Franz Joseph. Der ohne Bindestrich geschriebene Name signalisierte somit zugleich Beständigkeit und Fortschritt. In Hinblick auf die suggerierte Ewigkeit der österreichischen Monarchie wurde er in offiziellen Dokumenten stets mit der römischen Ordnungszahl I. (Monogramm FJI) verwendet.
In den anderen Amtssprachen der Monarchie lautete der Name I. Ferenc József (ungarisch), František Josef I. (tschechisch), Franciszek Józef I (polnisch), Franjo Josip I. (kroatisch), Francesco Giuseppe I (italienisch), František Jozef I. (slowakisch), Franc Jožef I. (slowenisch), Фрањо Јосиф [Franjo Josif] I (serbisch), Francisc Iosif I (rumänisch), Франц Йосиф [Franz Josyf] I (ruthenisch).
Der Große Titel Franz Josephs lautete seit dem 18. November 1849:

„Franz Joseph I. von Gottes Gnaden Kaiser von Österreich, König von Ungarn und Böhmen, König der Lombardei und Venedigs, von Dalmatien, Croatien, Slawonien, Galicien, Lodomerien und Illyrien; König von Jerusalem, etc; Erzherzog zu Österreich; Großherzog von Toskana und Krakau; Herzog von Lothringen, von Salzburg, Steyer, Kärnthen, Krain und der Bukowina; Großfürst zu Siebenbürgen; Markgraf von Mähren; Herzog von Ober- und Niederschlesien, von Modena, Parma, Piacenza und Guastalla, von Auschwitz und Zator, von Teschen, Friaul, Ragusa und Zara; gefürsteter Graf von Habsburg und Tyrol, Kyburg, Görz und Gradiska, Fürst von Trient und Brixen; Markgraf von Ober- und Niederlausitz und in Istrien; Graf von Hohenems, Feldkirch, Bregenz, Sonnenberg, etc., Herr von Triest, von Cattaro und auf der Windischen Mark, Großwojwode der Wojwodschaft Serbien etc. etc.“

Nachdem die Donaumonarchie 1859 im Frieden von Zürich die Lombardei und 1866 im Frieden von Wien Venetien verloren hatte, wurden beide Herrschaftsgebiete am 3. Oktober 1866 aus der Titulatur gestrichen.

## Leben

### Frühe Jahre

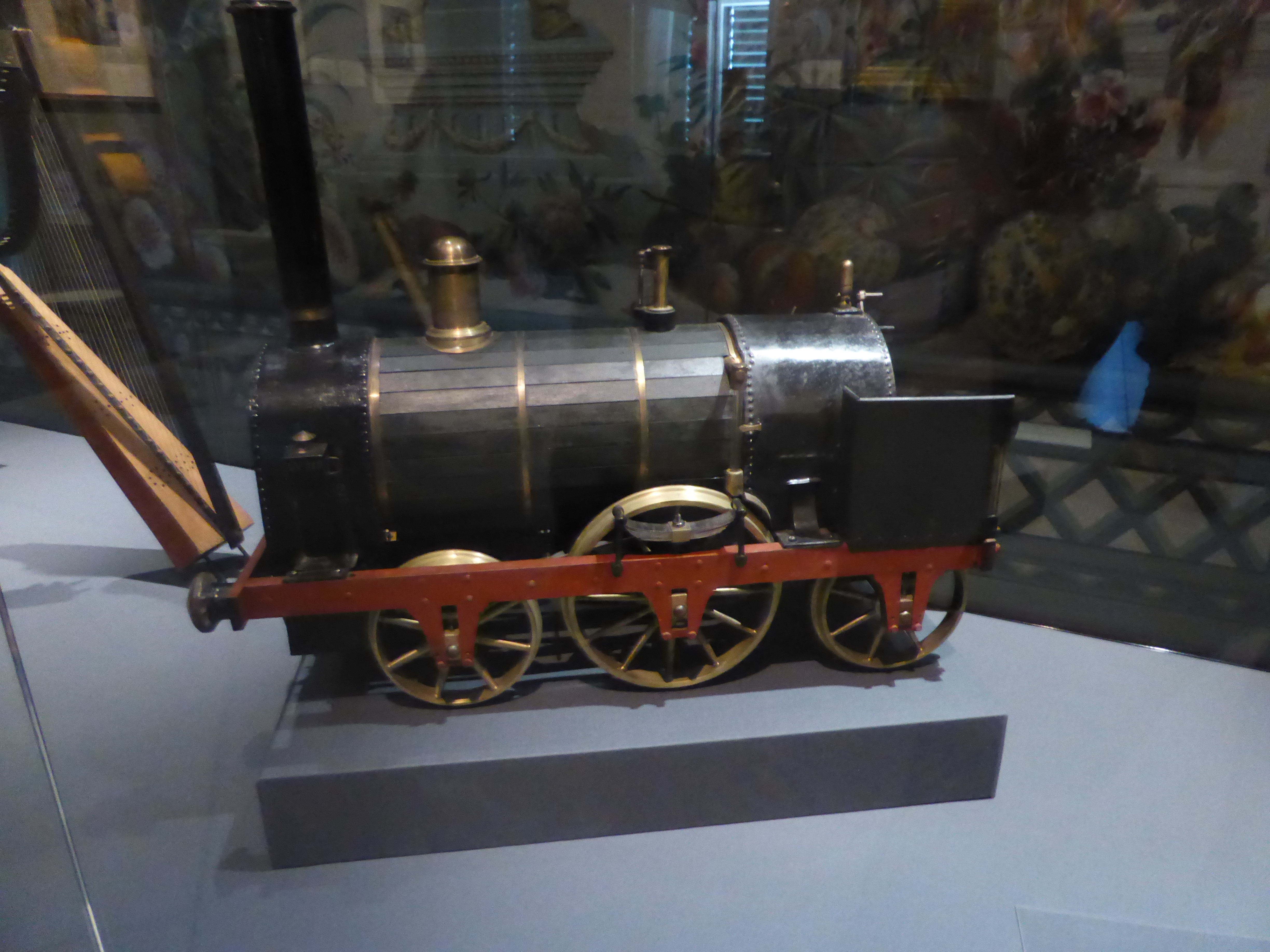
Spielzeuglokomotive von Franzi

Erzherzog Franz Joseph Karl von Österreich war der älteste Sohn von Erzherzog Franz Karl von Österreich und dessen Gemahlin Prinzessin Sophie Friederike von Bayern und wurde am 18. August 1830 auf Schloss Schönbrunn geboren.
Da aus der Ehe des zeugungsunfähigen Thronfolgers Ferdinand (ab 1835 Kaiser Ferdinand I.) keine Nachkommen zu erwarten waren, sollte dessen nächstälterer Bruder Franz Karl die Erbfolge der Habsburger fortsetzen, weshalb der Geburt von dessen Sohn Franz Joseph am Wiener Hof besondere Bedeutung zugemessen wurde. Franz Karl war nämlich sowohl körperlich als auch geistig von schwacher Konstitution und galt daher für eine Regentschaft als kaum geeignet. Aus diesem Grund wurde Franz Joseph bereits von frühester Kindheit an von seiner politisch ambitionierten Mutter konsequent als potenzieller Nachfolger auf dem Kaiserthron aufgebaut.
Bis zum siebenten Lebensjahr erfolgte die Erziehung des kleinen „Franzi“ in der Obhut der Kinderfrau („Aja“) Louise von Sturmfeder. Anschließend begann die „Staatserziehung“, deren zentrale Inhalte „Pflichtbewusstsein“, Religiosität und dynastisches Bewusstsein waren. Der Theologe Joseph Othmar von Rauscher vermittelte ihm das unantastbare Herrschaftsverständnis göttlichen Ursprungs (Gottesgnadentum), weshalb es keinerlei Mitwirkung der Bevölkerung an der Herrschaft in Form von Parlamenten bedürfe.
Die Erzieher Heinrich Franz von Bombelles und Oberst Johann Baptist Coronini-Cronberg verordneten Erzherzog Franz ein enormes Lernpensum, das zunächst 18 Wochenstunden umfasste und bis zum 16. Lebensjahr auf 50 Wochenstunden ausgeweitet wurde. Ein Hauptaugenmerk des Unterrichts lag auf dem Spracherwerb: Neben Französisch, der damaligen Diplomatensprache, Latein und dem Altgriechischen wurden mit Ungarisch, Tschechisch, Italienisch und Polnisch die wichtigsten Landessprachen der Monarchie einbezogen. Weiters erhielt der Erzherzog zeitübliche Allgemeinbildung (u. a. Mathematik, Physik, Geschichte, Geographie), die man später durch Rechtskunde und Politikwissenschaften ergänzte. Verschiedene Formen der Leibeserziehung vervollständigten das umfangreiche Programm. Weniger Wert wurde auf literarische und künstlerische Ausbildung gelegt, Ausnahme war das Zeichnen.
Anlässlich seines 13. Geburtstages wurde Franz zum Oberst des Dragonerregiments Nr. 3 ernannt und der Schwerpunkt der Ausbildung verlagerte sich auf die Vermittlung strategisch-taktischer Grundkenntnisse.

### Thronbesteigung

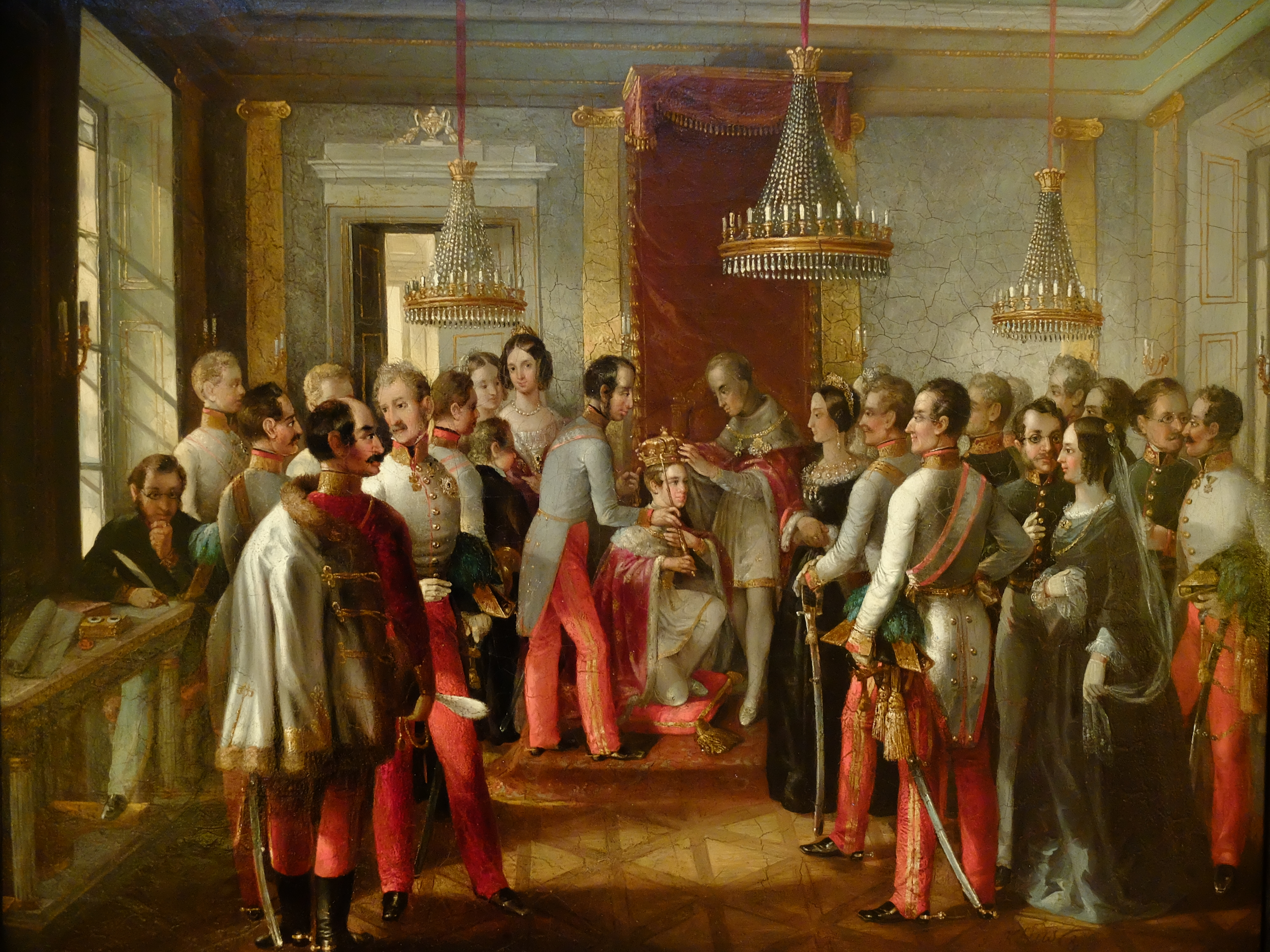
Die (tatsächlich nicht stattgefundene) Krönung Franz Josephs im Thronsaal der fürstbischöflichen Residenz von Olmütz, Gemälde von Josef Klaus

Nach der Niederschlagung der Märzrevolution erschütterten weitere revolutionäre Erhebungen das Kaisertum Österreich. Die Ereignisse des Jahres 1848 verdeutlichten auch die Führungsschwäche Kaiser Ferdinands und zeigten, dass er krankheitsbedingt nahezu regierungsunfähig war.
Die kaiserliche Regierung um Felix zu Schwarzenberg und der Familienrat der Habsburger sahen den Rückzug des schwachen Monarchen als unausweichliches Mittel, um der Dynastie wieder Stabilität zu verleihen. Da der offizielle Thronfolger, Kaiserbruder Franz Karl, weder die Persönlichkeit noch die politischen und geistigen Fähigkeiten besaß, das Reich zu führen, sollte der erst 18-jährige Franz Joseph Nachfolger werden. Auf Initiative Schwarzenbergs stimmte Ferdinand zu, krankheitsbedingt die Regierung niederzulegen (so die amtliche Version; den persönlichen Kaisertitel behielt er bis zu seinem Tod im Jahre 1875), und auf energisches Betreiben von Franz Josephs Mutter verzichtete auch Franz Karl auf seine Thronansprüche.
Am 2. Dezember 1848 legte Ferdinand offiziell die Regierung nieder und Franz Joseph wurde im Thronsaal der fürstbischöflichen Residenz von Olmütz, wohin der Hof aufgrund des Wiener Oktoberaufstands geflohen war, zum neuen Kaiser proklamiert. Der feierliche Staatsakt umfasste neben der Erklärung des Regierungsverzichts Ferdinands die Großjährigkeitserklärung Franz Josephs durch Fürst Schwarzenberg. In seiner Regierungserklärung umriss der neue Souverän seine Herrschaftsvorstellung mit den Worten: „[…] Fest entschlossen den Glanz der Krone ungetrübt zu erhalten, aber bereit, Unsere Rechte mit den Vertretern Unserer Völker zu teilen, rechnen Wir darauf, dass es mit Gottes Beistand gelingen werde, alle Länder und Stämme der Monarchie zu einem großen Staatskörper zu vereinen […]“ Zu seinem Wahlspruch erkor er „Viribus Unitis“ („mit vereinten Kräften“).

### Attentat auf den jungen Kaiser
Am 18. Februar 1853 verübte der ungarische Schneidergeselle János Libényi ein misslungenes Attentat auf ihn. Auf Initiative seines Bruders Ferdinand Maximilian wurde in der Folge die Votivkirche gebaut, Der von Johann Strauss komponierte Kaiser-Franz-Joseph-I.-Rettungs-Jubel-Marsch wurde am 6. März 1853 erstmals aufgeführt.

### Ehe und Nachkommen

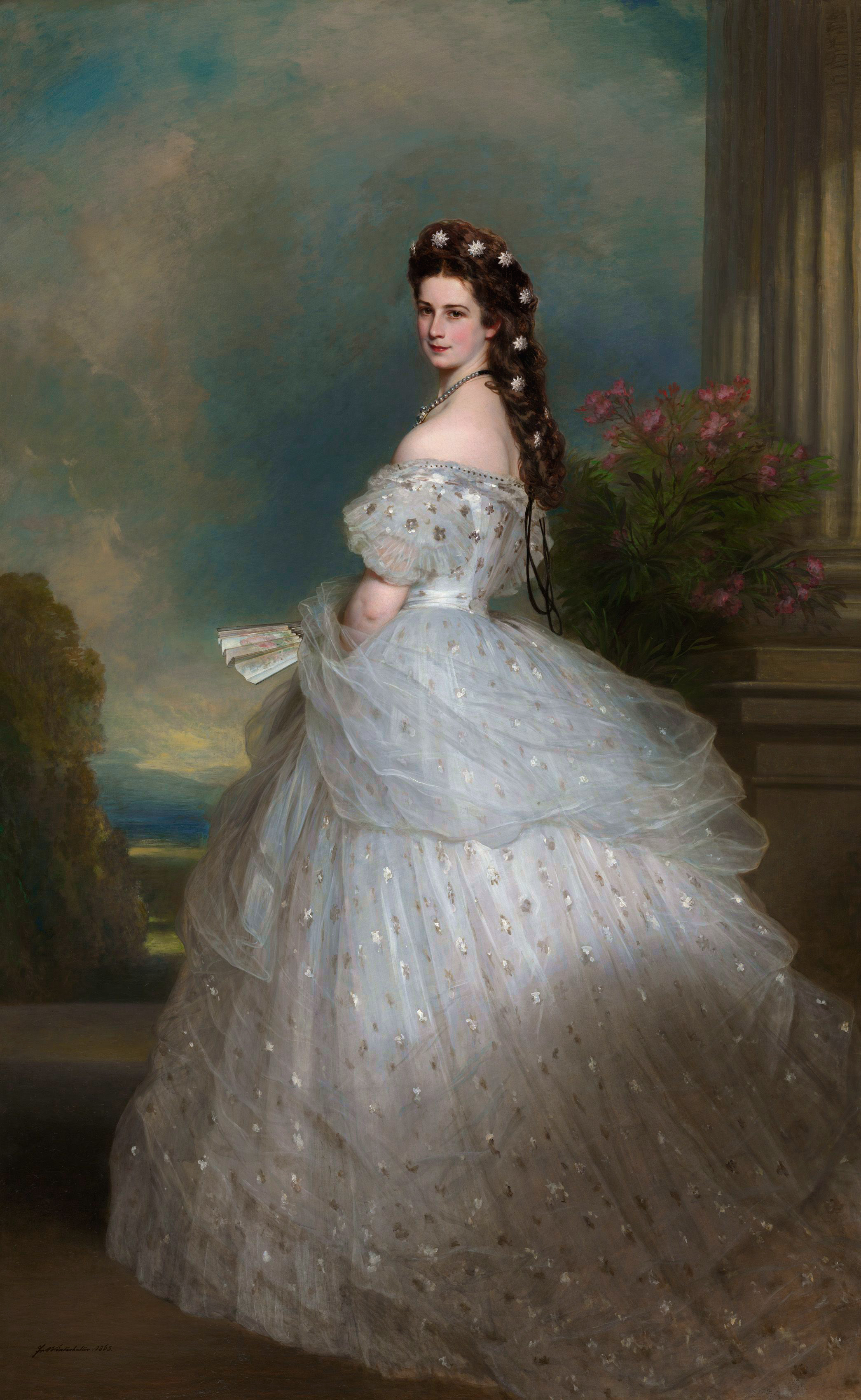
Franz Xaver Winterhalter, Kaiserin Elisabeth von Österreich, 1865

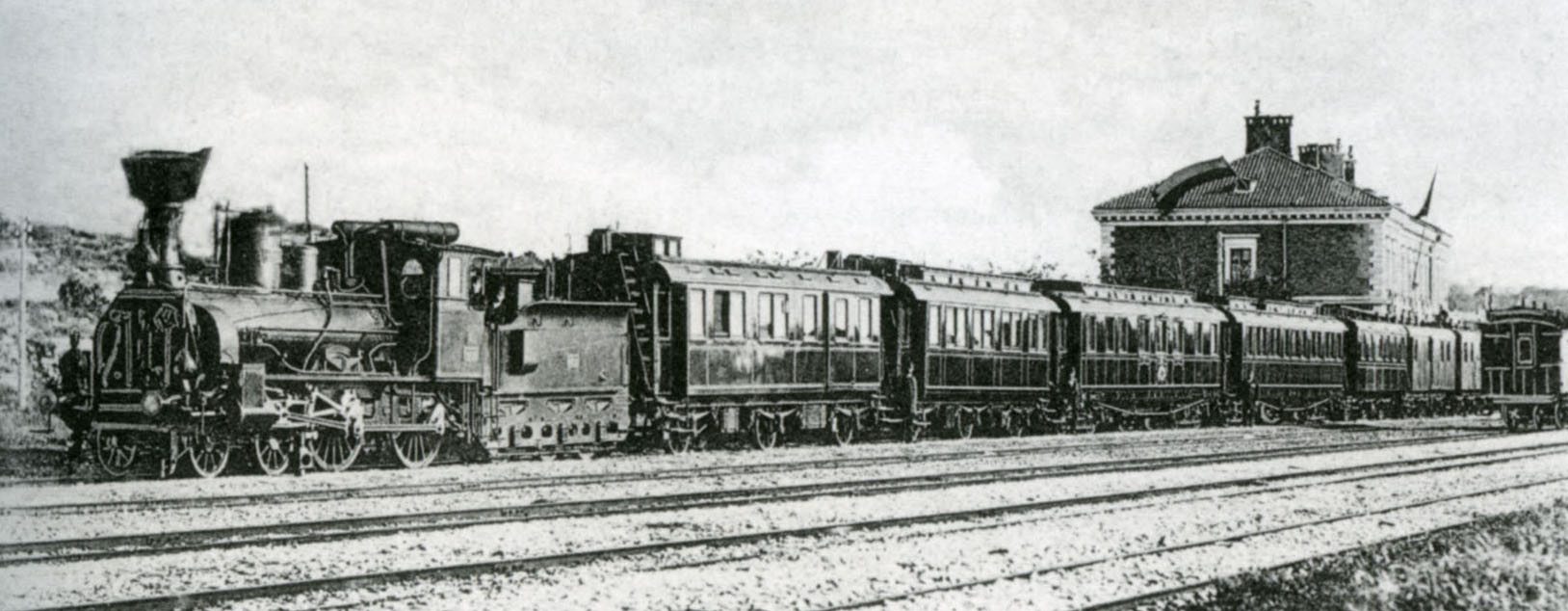
Hofzug des Kaisers, gebaut 1891 bei Ringhoffer in Prag, am 13. Oktober 1899 im Bahnhof Pola in Istrien anlässlich eines allerhöchsten Besuchs

1853 suchte die dynastiebewusste Erzherzogin Sophie nach einer geeigneten Braut für ihren noch unverheirateten Sohn. Sie fasste eine Verbindung mit dem Haus Wittelsbach ins Auge und gemeinsam mit ihrer Schwester, Herzogin Ludovika in Bayern, wollte sie entweder deren Tochter Helene (genannt Néné) oder Elisabeth (genannt Sisi) mit dem Kaiser vermählen. Im Sommer 1853 traf Franz Joseph seine beiden Cousinen anlässlich seines Geburtstags in Bad Ischl. Unerwartet zog er die 15-jährige Elisabeth ihrer Schwester Helene vor und am 19. August fand die feierliche Verlobung statt. In Folge der Verlobung wurden umfangreiche Begnadigungen ausgesprochen. 
Am 24. April 1854 erfolgte in der Wiener Augustinerkirche vor 70 Bischöfen und Prälaten die Trauung durch Erzbischof Joseph Othmar von Rauscher. Aus der Ehe gingen vier Kinder hervor:
- Erzherzogin Sophie Friederike (1855–1857)
- Erzherzogin Gisela (1856–1932) ⚭ Leopold von Bayern
- Kronprinz Erzherzog Rudolf (1858–1889) ⚭ Stephanie von Belgien
- Erzherzogin Marie Valerie (1868–1924) ⚭ Franz Salvator von Österreich-Toskana

Im Laufe der Ehe vergrößerten sich Distanz und Entfremdung zwischen den Eheleuten. Schockiert über das strenge Hofzeremoniell floh die Kaiserin vor dem Leben am Wiener Hof und befand sich ab den 1860er Jahren nahezu ständig auf Reisen. Politischen Einfluss machte Elisabeth nur einmal geltend: Durch ihre sehr guten persönlichen Beziehungen zu Mitgliedern der ungarischen Hocharistokratie half sie dem Kaiser 1866/67, den zur Befriedung der Monarchie dringend notwendigen Ausgleich mit Ungarn zustande zu bringen. 1879 wurde die Silberhochzeit des Kaiserpaars mit dem vom Maler Hans Makart gestalteten Festzug über die Wiener Ringstraße gefeiert.
Ab 1885 pflegte er privaten Kontakt mit der Schauspielerin Katharina Schratt. Die Freundschaft zwischen dem Kaiser und Schratt währte bis zum Tod Franz Josephs im November 1916.
Zwischen 1875 und 1888 hatte Franz Joseph eine außereheliche Beziehung zu Anna Nahowski, aus der höchstwahrscheinlich die 1885 geborene spätere Helene Berg stammte.
Kaiser Franz Joseph hielt den Kronprinzen Rudolf von allen Staatsgeschäften fern. Nachdem Rudolf seine streng militärisch geprägte private Ausbildung – nach mehreren Interventionen seiner Mutter Elisabeth beim Kaiser – hatte abbrechen dürfen, widmete er sich naturwissenschaftlichen Studien und arbeitete an Brehms Tierleben mit. Er war auch als Journalist in der liberalen Presse tätig, natürlich anonym und ohne Wissen seines Vaters. Auf Druck des Kaisers heiratete er 1881 Prinzessin Stephanie von Belgien, Tochter des belgischen Königs Leopold II. Der Ehe entstammte eine Tochter, Elisabeth, geboren 1883. Kronprinz Rudolf starb am 30. Jänner 1889 durch mit seiner Geliebten Mary Vetsera gemeinsam begangenen Suizid in Mayerling. Kaiserin Elisabeth wurde am 10. September 1898 in Genf Opfer des anarchistischen Attentäters Luigi Lucheni. Als Franz Joseph von ihrer Ermordung benachrichtigt wurde, sollen die berühmten Worte „Mir bleibt doch nichts erspart auf dieser Welt“ gefallen sein.

### Späte Jahre

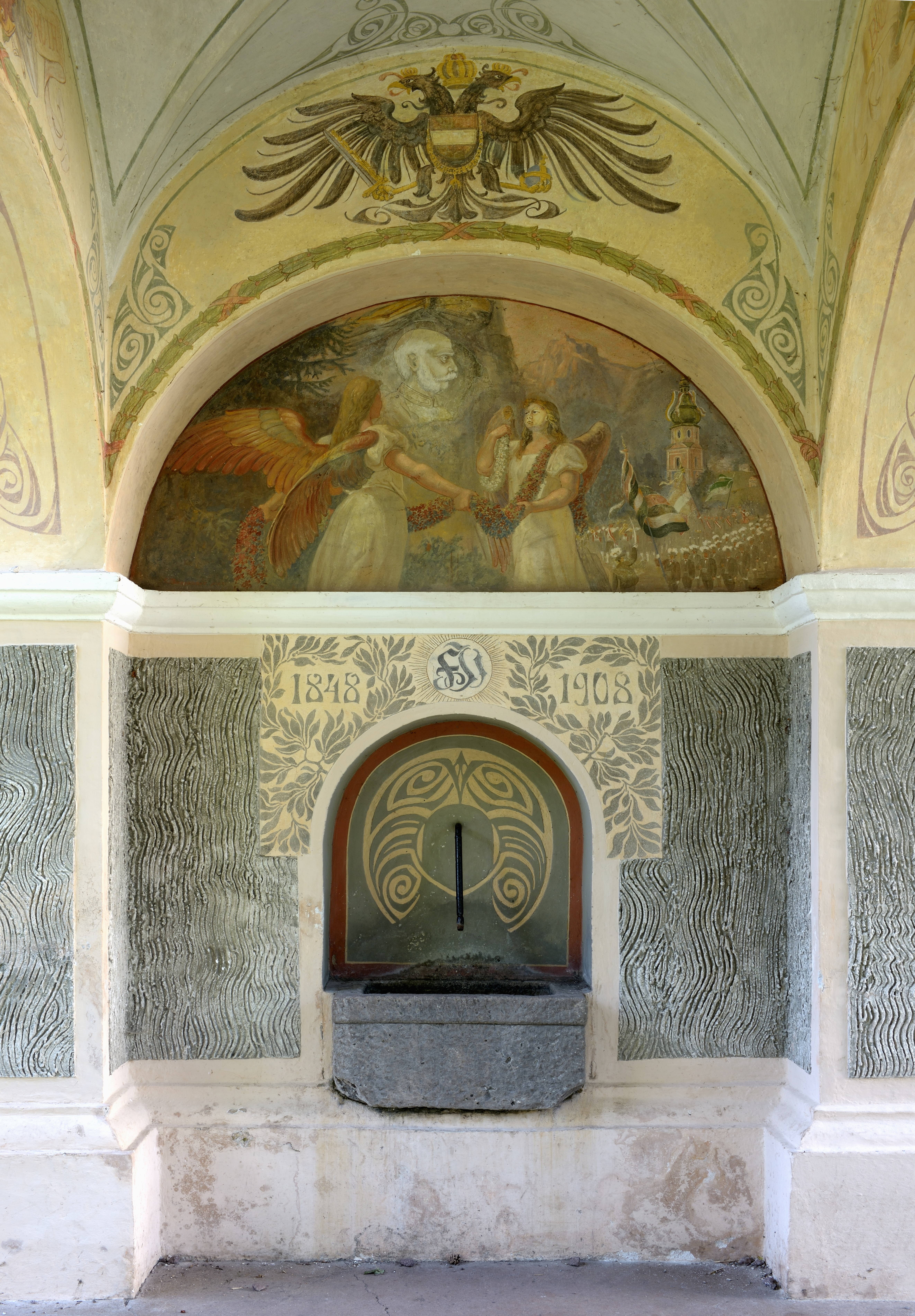
60-Jahre-Jubiläumsbrunnen in Kastelruth, Südtirol

Das 60-Jahre-Jubiläum des Regierungsantritts Franz Josephs wurde im Jahre 1908 in Österreich gefeiert. In Wien fand – obwohl der Monarch davon nicht viel hielt – ein Kaiserjubiläumsfestzug auf der Ringstraße statt. Der Deutsche Kaiser Wilhelm II. und sämtliche deutsche Monarchen besuchten Franz Joseph in Wien. Das offizielle Ungarn beteiligte sich nicht an den Feiern: Für viele Ungarn war Franz Joseph erst seit seiner Krönung 1867 legitimer Monarch.
Für 1908, 1913 und 1914 wurde Franz Joseph I. von Ferenc Kemény, Generalsekretär des Weltfriedenskongresses in Budapest 1896, erfolglos für den Friedensnobelpreis vorgeschlagen.
Nach dem Tod Rudolfs und des Kaiserbruders Erzherzog Karl Ludwig im Jahre 1896 ging das Recht der Thronfolge auf dessen ältesten Sohn und Franz Josephs Neffen Erzherzog Franz Ferdinand über. Allerdings waren die Nachkommen Franz Ferdinands nicht thronfolgeberechtigt, da er 1900 Gräfin Sophie Chotek (später von Franz Joseph zur Herzogin von Hohenberg ernannt) geheiratet hatte, die zwar dem tschechischen Uradel entstammte, aber dem Kaiserhaus nicht ebenbürtig war.
Im Winter 1908 erkrankte der Kaiser an einer Pleuropneumonie und wurde von Edmund von Neusser und dessen Assistenten Adriano Sturli unter Anwendung der Pleurapunktion behandelt.
Im April 1910 traf Kaiser Franz Joseph den amerikanischen Expräsidenten und Friedensnobelpreisträger Theodore Roosevelt zu einer Audienz in der Hofburg. Im Gespräch mit dem als Inbegriff der Moderne geltenden Roosevelt bezeichnete sich der Kaiser als letzten Monarchen der alten Schule und sagte zu seinem Amtsverständnis: Der Sinn meines Amtes ist es, meine Völker vor ihren Politikern zu schützen!
Am 28. Juni 1914 wurden Thronfolger Franz Ferdinand und seine Frau von Gavrilo Princip in Sarajevo erschossen (Attentat von Sarajevo). Franz Joseph soll wenig Mitgefühl gezeigt haben und den Doppelmord laut einem Ohrenzeugen folgendermaßen kommentiert haben: „Der Allmächtige lässt sich nicht herausfordern. Eine höhere Gewalt hat wieder jene Ordnung hergestellt, die ich leider nicht zu erhalten vermochte.“ Seiner Tochter Marie Valerie soll er gesagt haben: „Es ist für mich eine große Sorge weniger“. Er soll damit gemeint haben, dass er die morganatische Ehe seines Neffen nicht habe verhindern können; dass die Nachkommen Franz Ferdinands womöglich auf den Thron gekommen wären, soll eine große Sorge für ihn gewesen sein.
Für einige österreichische (man sprach von der Wiener „Kriegspartei“) und ungarische Politiker war das Attentat aber der Anlass, den seit Jahren gewünschten Krieg gegen Serbien anzustreben. Dem 84-jährigen Kaiser sollen sie suggeriert haben, dass der Tod seines ungeliebten Neffen die Ehre der Monarchie beschmutzt habe und sich Österreich-Ungarn gegen den kleinen, aber unberechenbaren Nachbarn wenden müsse. Jedenfalls sprach der Kaiser bereits Anfang Juli 1914, lange vor dem Ultimatum an Serbien, vom Krieg, den man spätestens ab 6. Juli 1914 mit Wissen des Monarchen anstrebte. Das Ultimatum an das Königreich Serbien zur Auslieferung der Hintermänner des Attentats und die darauf folgende Kriegserklärung Österreich-Ungarns an Serbien lösten am 28. Juli 1914 den Ersten Weltkrieg aus.

### Lebensende

Aufbahrung Franz Josephs in der Hofburgkapelle, 1916

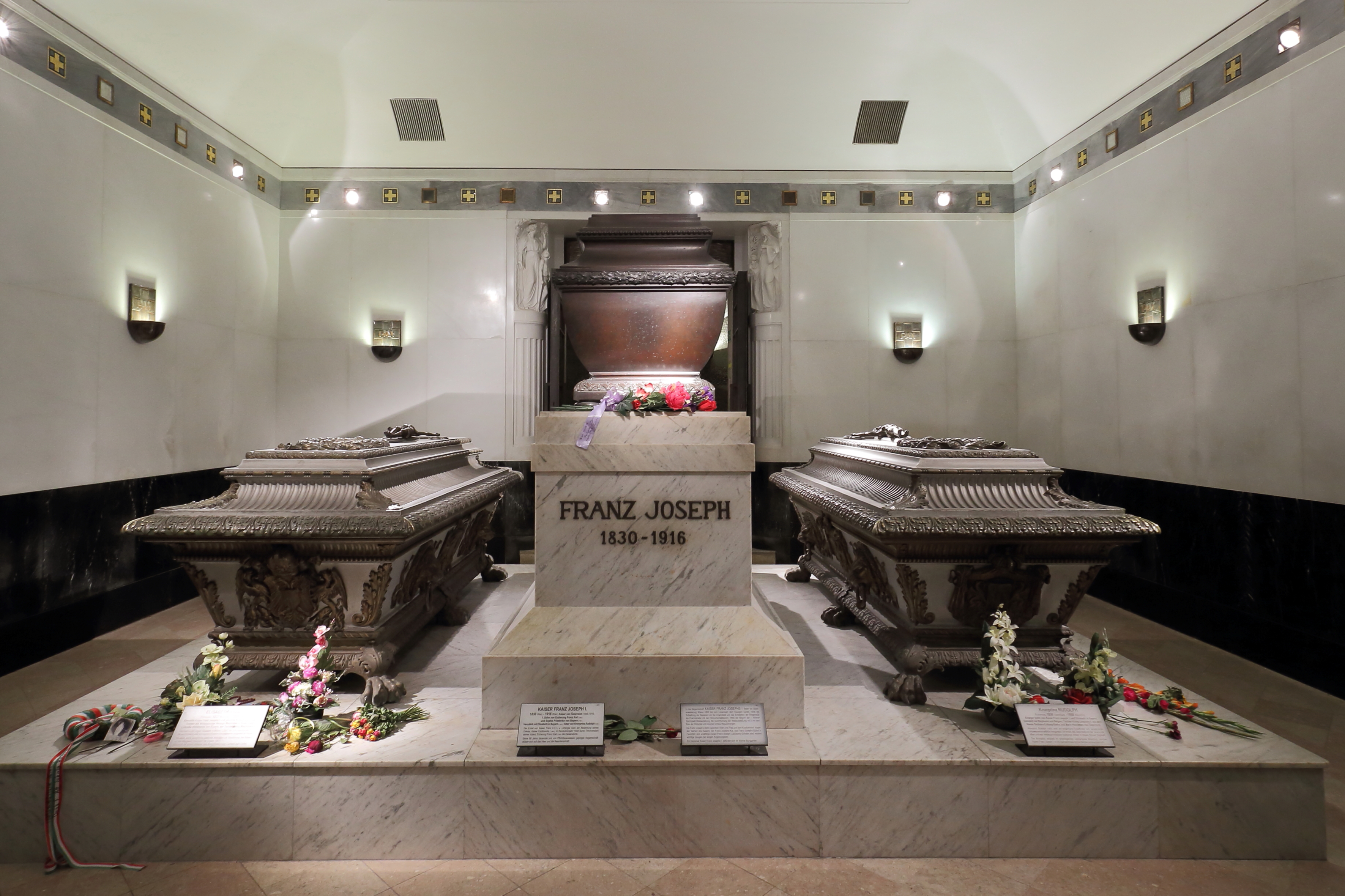
Sarkophage Franz Josephs und seiner Familie in der Kapuzinergruft, 2013

Anfang November 1916 weitete sich eine chronische Entzündung der Atemwege Franz Josephs zu einer Lungenentzündung aus. Trotz anhaltend hohem Fieber hielt der 86-Jährige an seinem gewohnten Tagesablauf mit immensem Arbeitspensum fest und empfing am Vormittag des 21. November wie gewohnt Besuche. Gegen Nachmittag verschlechterte sich der Gesundheitszustand rapide, bis Leibarzt Joseph von Kerzl kurz nach 21 Uhr in Gegenwart enger Familienmitglieder, kaiserlicher Adjutanten (Adalbert Spányik von Dömeháza) und Eugen Ketterls, des persönlichen Kammerdieners des Kaisers, den Tod feststellte. Zwei Tage später wurde sein Leichnam durch die Ärzte Kerzl, Kolisko und Ortner konserviert.
Nach der Überführung des Leichnams von Schloss Schönbrunn in die Wiener Hofburg war Franz Joseph drei Tage lang in der Hofburgkapelle (damals Pfarrkirche der exemten k.u.k. Hof- und Burgpfarre) aufgebahrt. Anlässlich seines Begräbnisses am 30. November entfaltete die Habsburgermonarchie zum letzten Mal ihren vollen Glanz. Unter dem Glockengeläut sämtlicher Wiener Kirchen und der Anteilnahme tausender Trauernder am Straßenrand wurde der Sarg des verstorbenen Kaisers von der Hofburg zum Requiem in den Stephansdom gebracht. Der Trauerzug führte vom Schweizerhof über den Heldenplatz, dann auf der Ringstraße vorbei an Oper und Kriegsministerium über den Franz-Josefs-Kai und die Rotenturmstraße zum Stephansdom. Großneffe und Nachfolger Karl I. führte den Trauerzug an, dem Vertreter der verbündeten Mächte, sämtlicher deutscher Fürsten und des Hauses Habsburg angehörten. Beigesetzt wurde Franz Joseph an der Seite seiner Ehefrau und seines Sohnes in der Kaisergruft im Wiener Stadtzentrum.
In seinem größtenteils am 6. Februar 1901 unterzeichneten Testament, das von mehreren höchstrangigen Zeugen mitunterschrieben wurde, befasste sich Franz Joseph vor allem mit den Finanzen seiner Familie. Kleine Ergänzungen von 1913 und 1914 befassten sich mit Zahlungen an die Thronfolgergattin, die Herzogin von Hohenberg, und deren (den Habsburgern nicht ebenbürtige) Kinder sowie an Otto Windisch-Graetz, Ehemann der Kaiserenkelin Elisabeth. Das Testament wurde vom Kaiser nach 1914 weder bezüglich des Krieges noch hinsichtlich seines Nachfolgers aktualisiert.
Tod und Begräbnis Franz Josephs wurden von einigen Zeitgenossen als Vorboten für den kommenden Untergang der Monarchie gewertet, die ihren Kaiser um lediglich zwei Jahre überlebte und im Oktober/November 1918 auseinanderfiel. Franz Joseph war der letzte europäische Kaiser, der noch in seinem Reich starb.

## Porträts

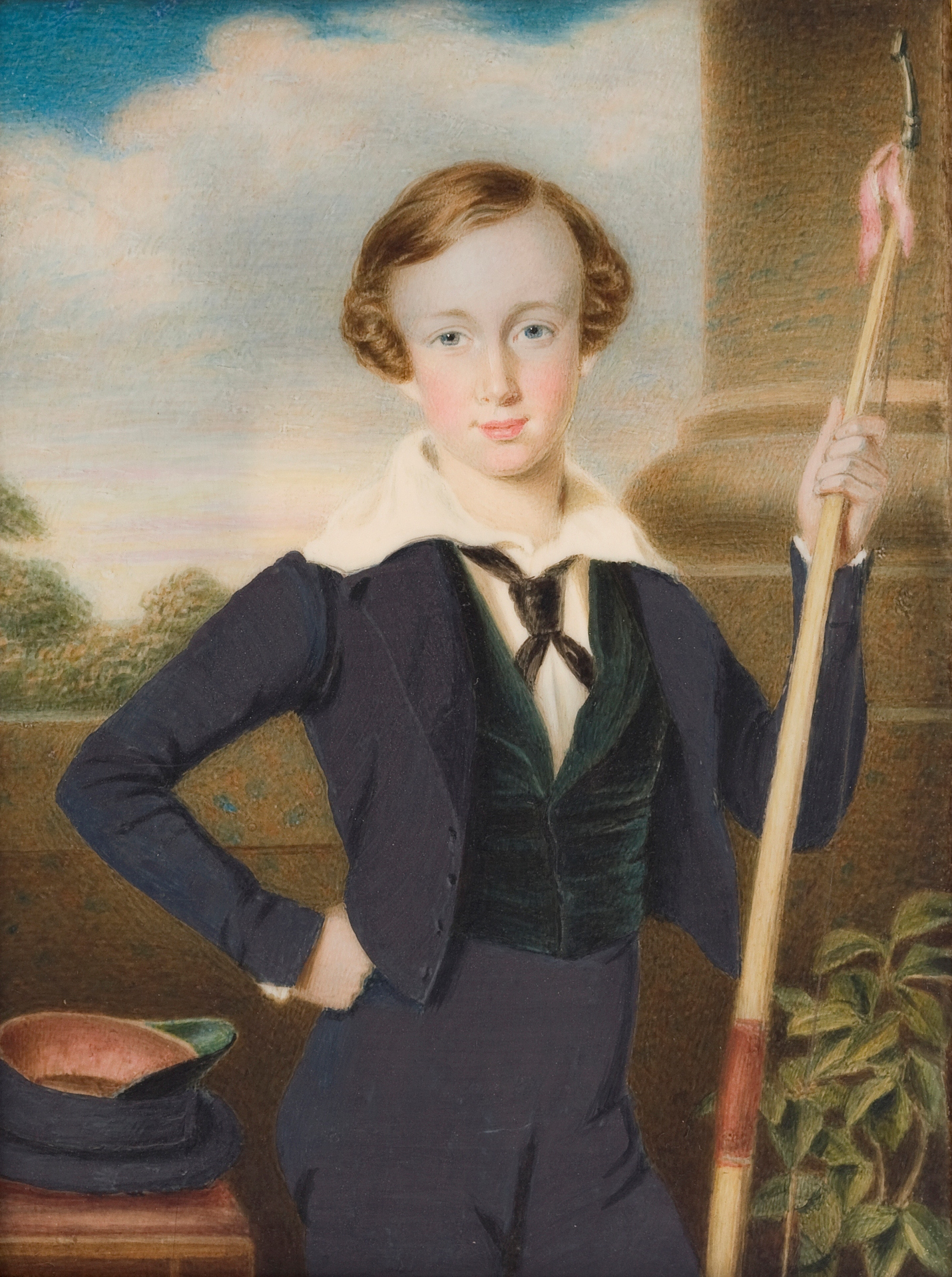
Erzherzog Franz Joseph Karl (1840)
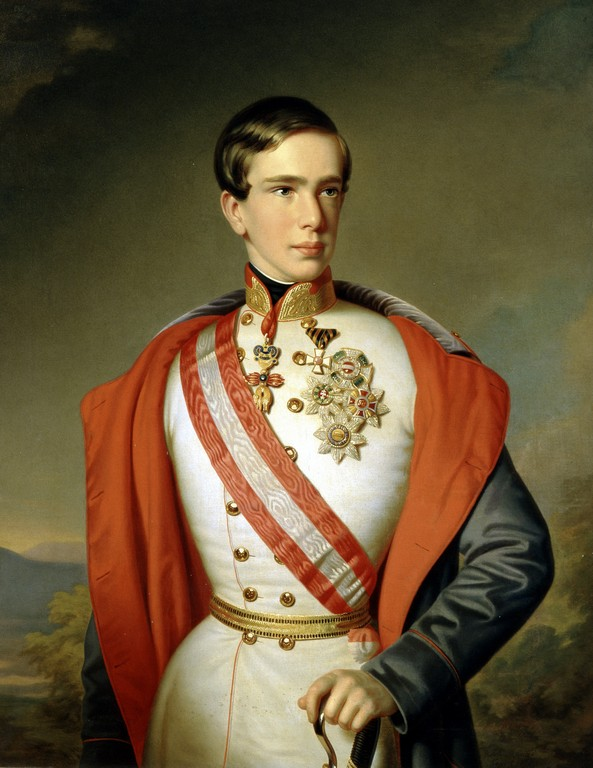
Franz Joseph I., um 1851 (von Johann Ranzi)
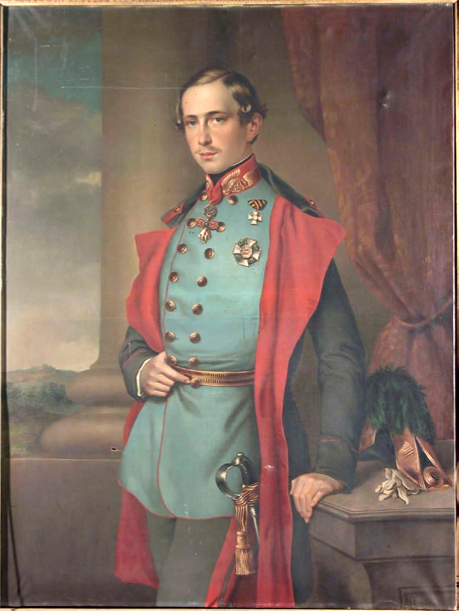
Franz Joseph I. im Alter von 22 Jahren, Porträt von Theodor Sockl (1852)
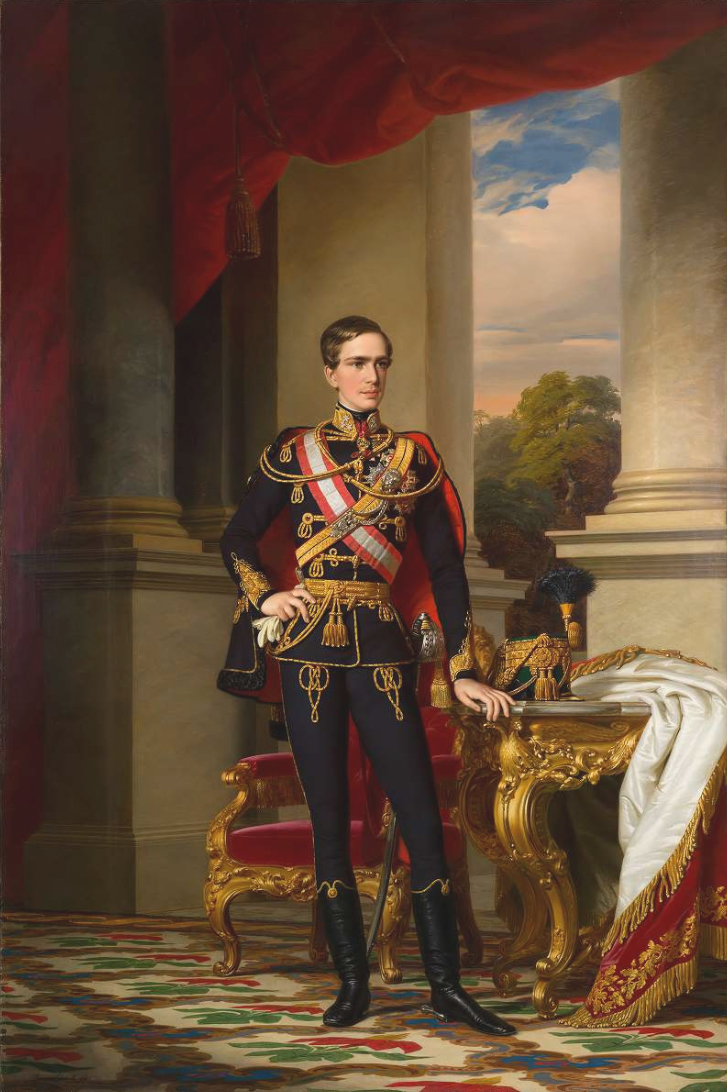
Franz Joseph I., um 1853
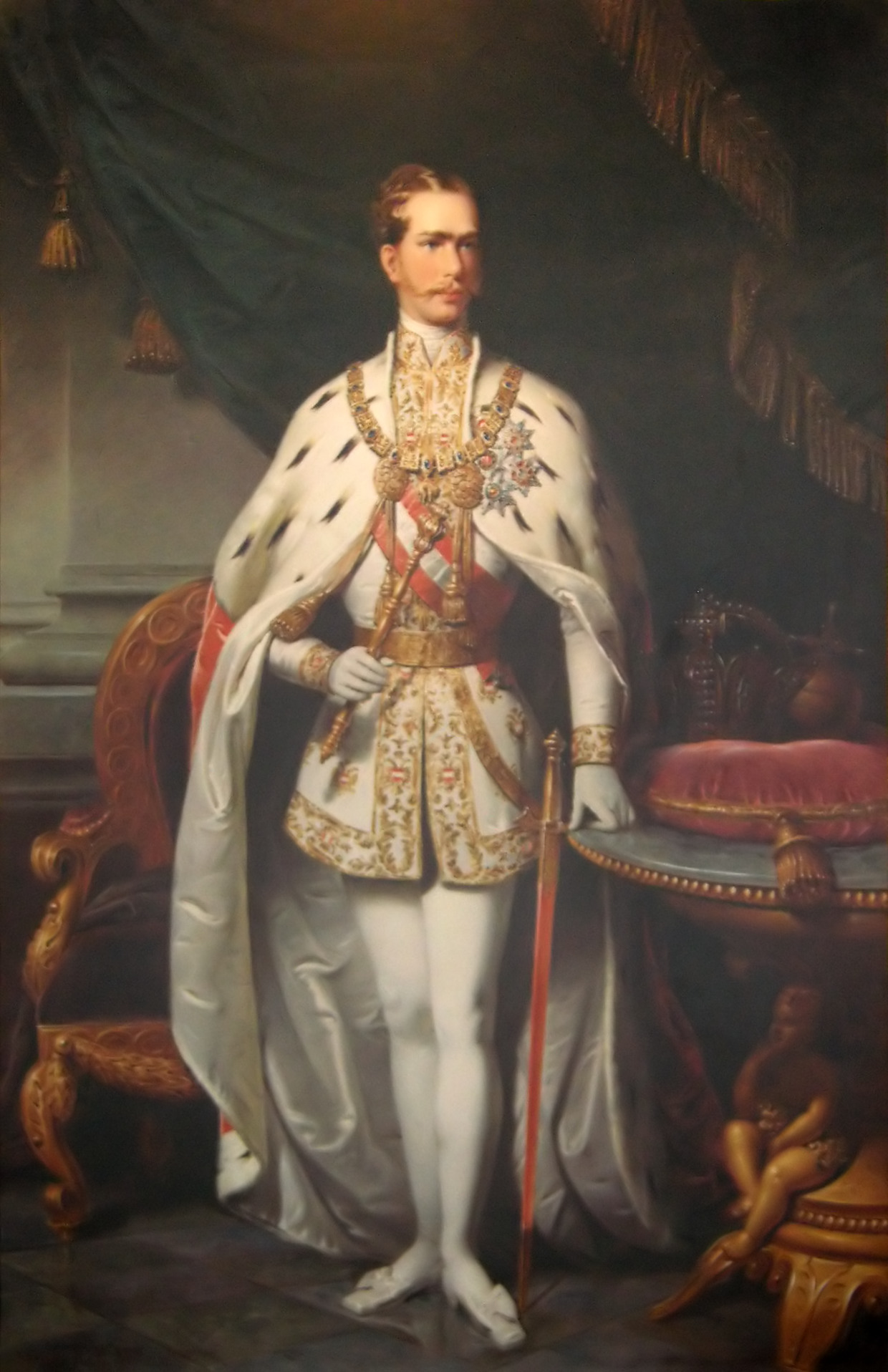
Franz Joseph I., um 1859
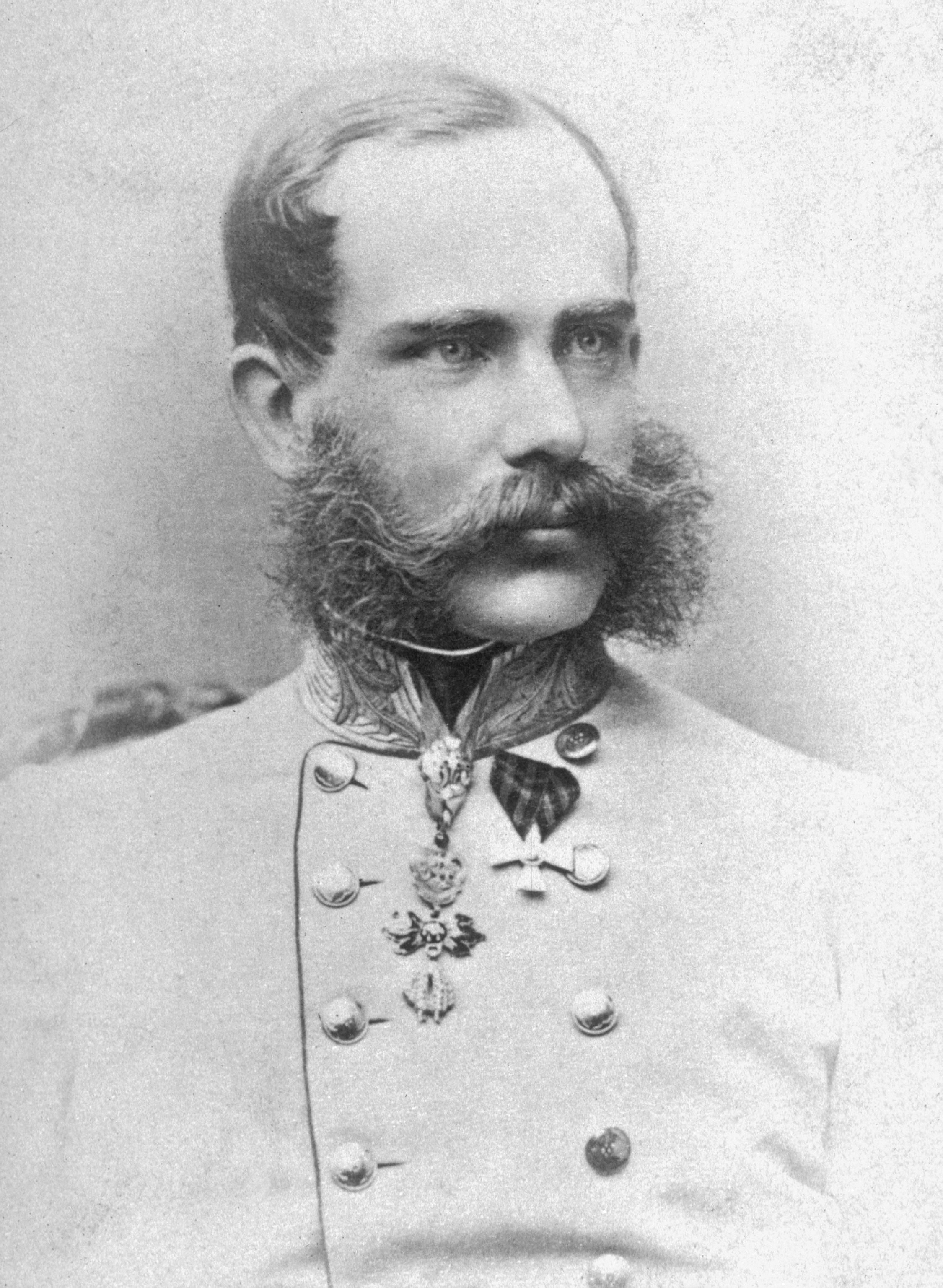
Franz Joseph I. im Alter von 35 Jahren (1865)
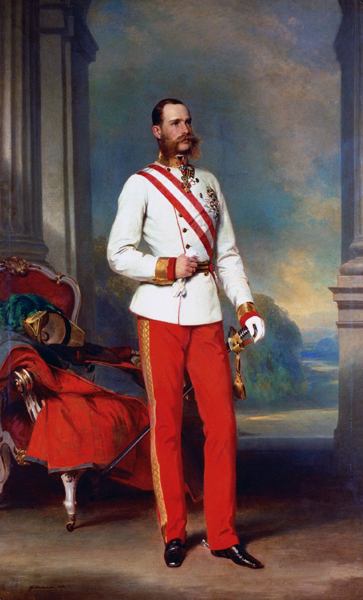
Franz Joseph I. in jungen Jahren (1865), Gemälde von Franz Xaver Winterhalter
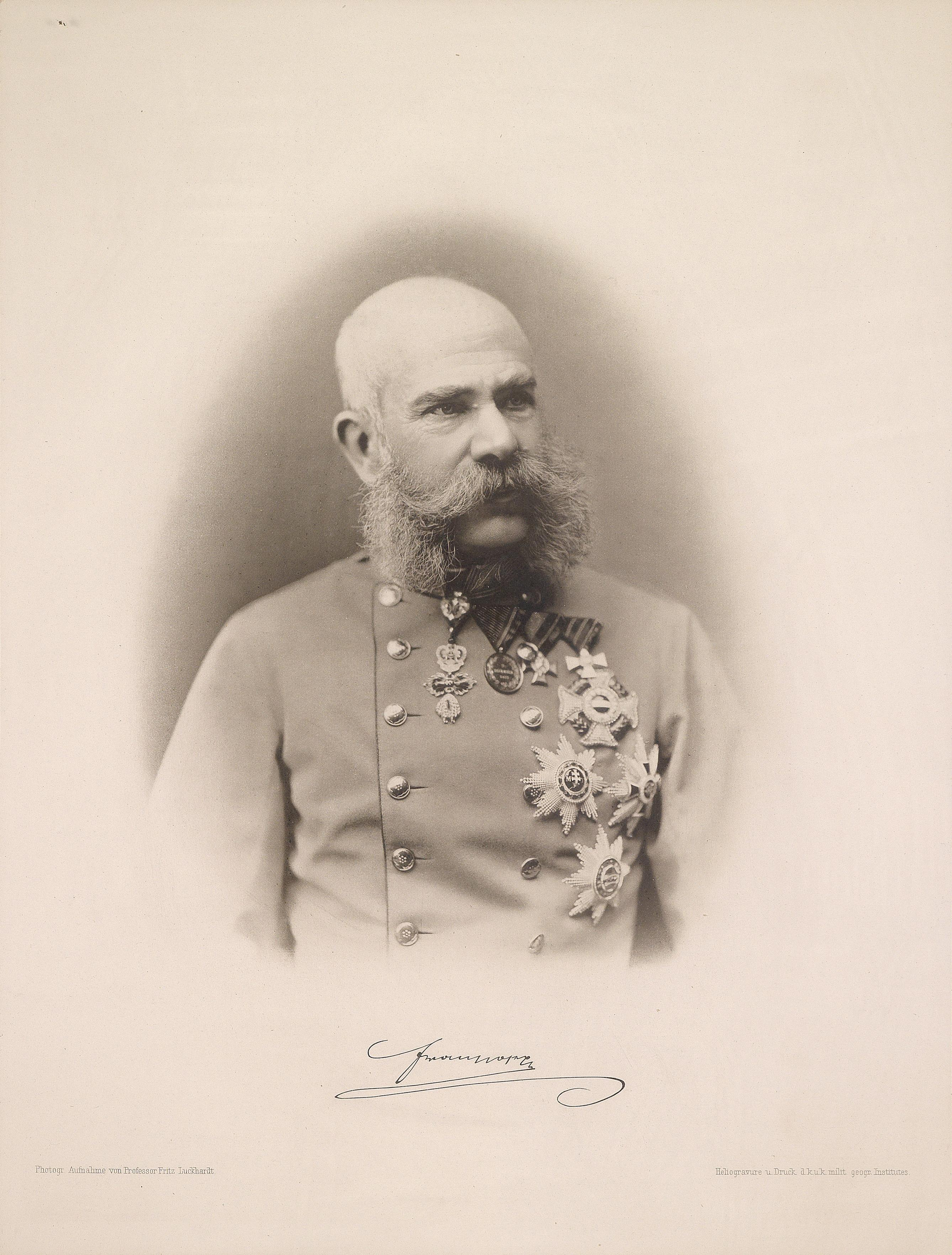
Franz Joseph, Fotografie von Fritz Luckhardt um 1894
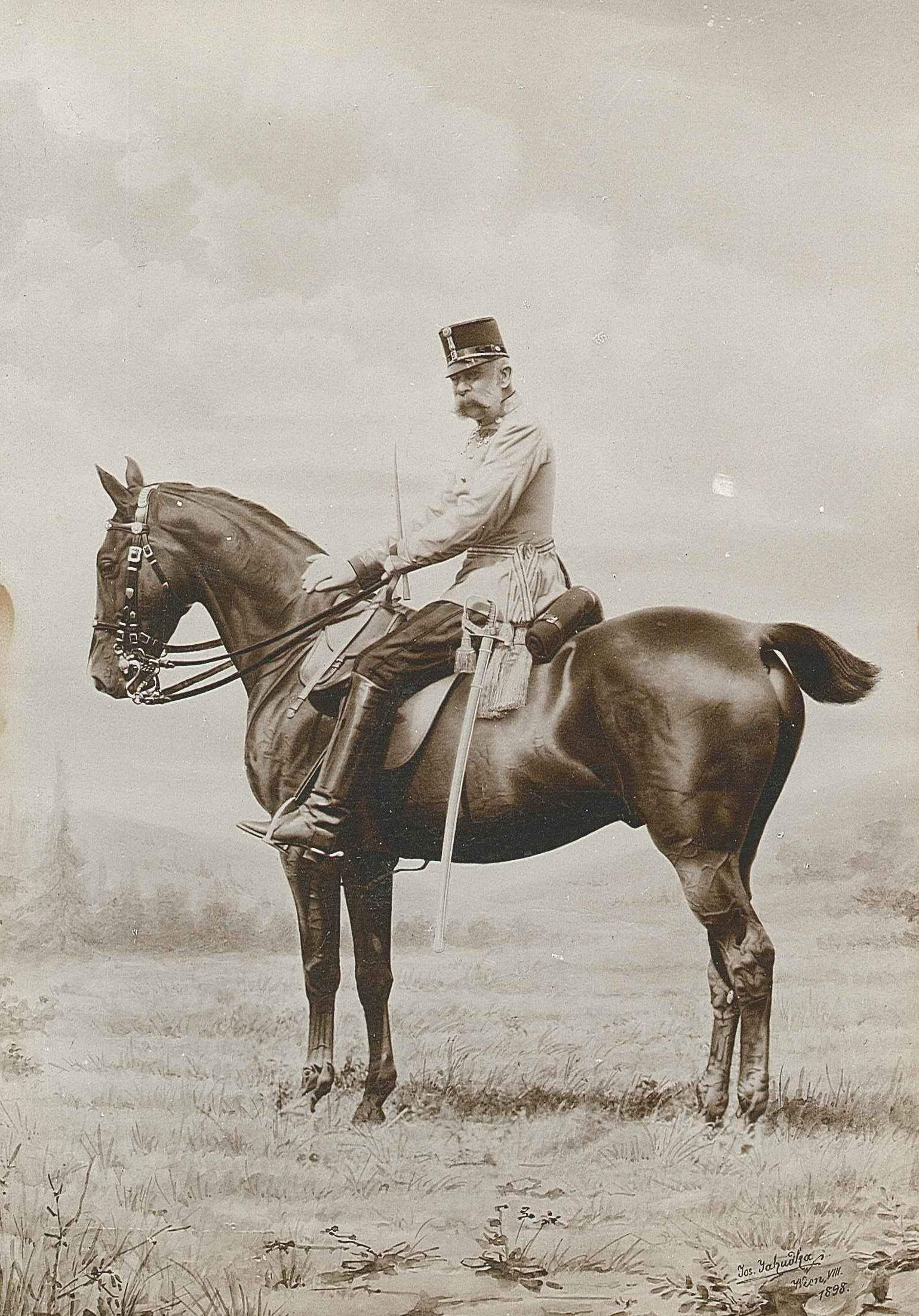
Kaiser Franz Joseph zu Pferd, 1898
Franz Joseph, Porträt von Philip de László, 1899
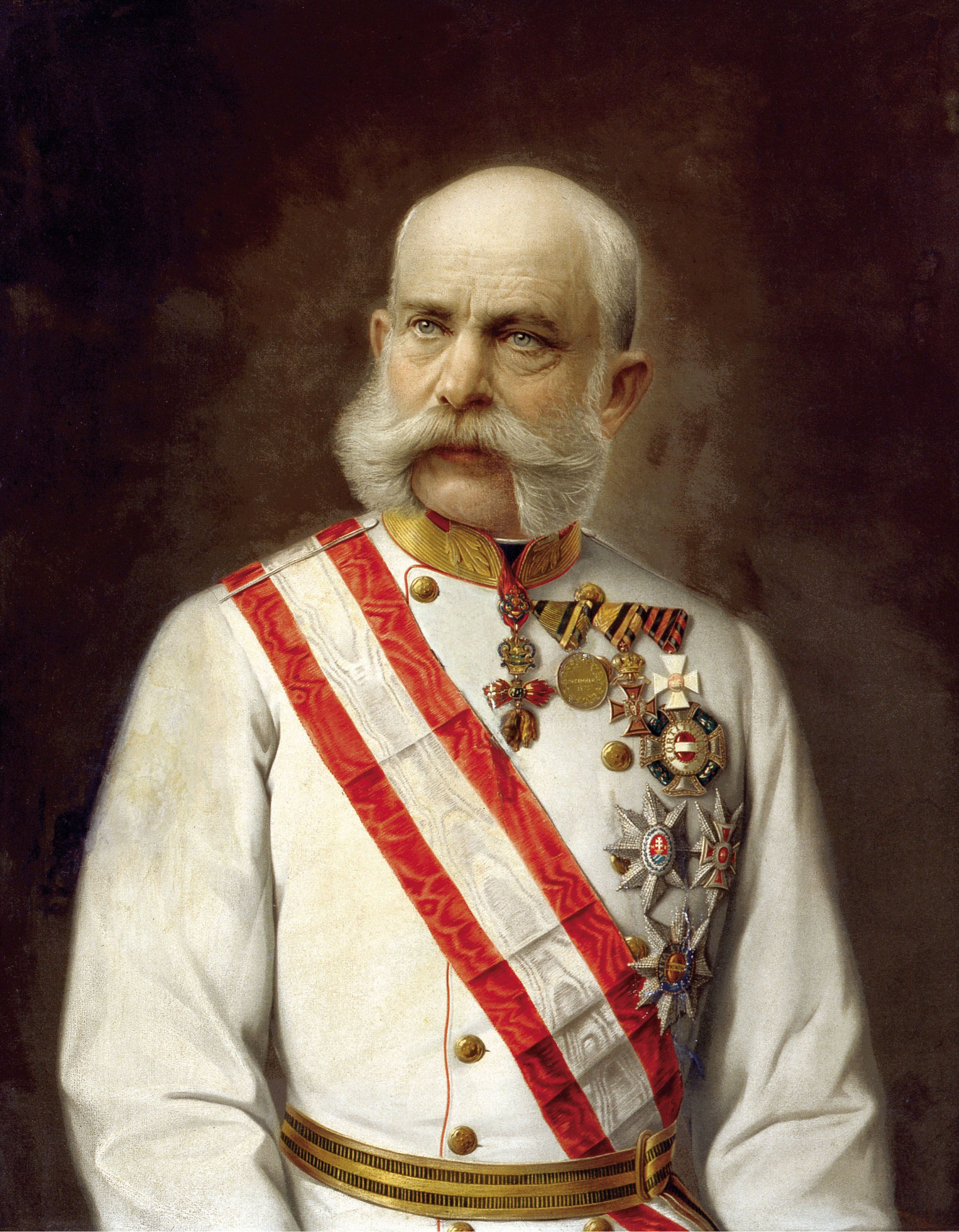
Franz Joseph I. um 1910
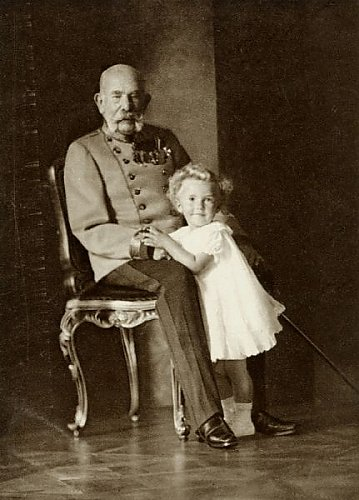
Franz Joseph (1830–1916) mit Erzherzog Otto (1912–2011)
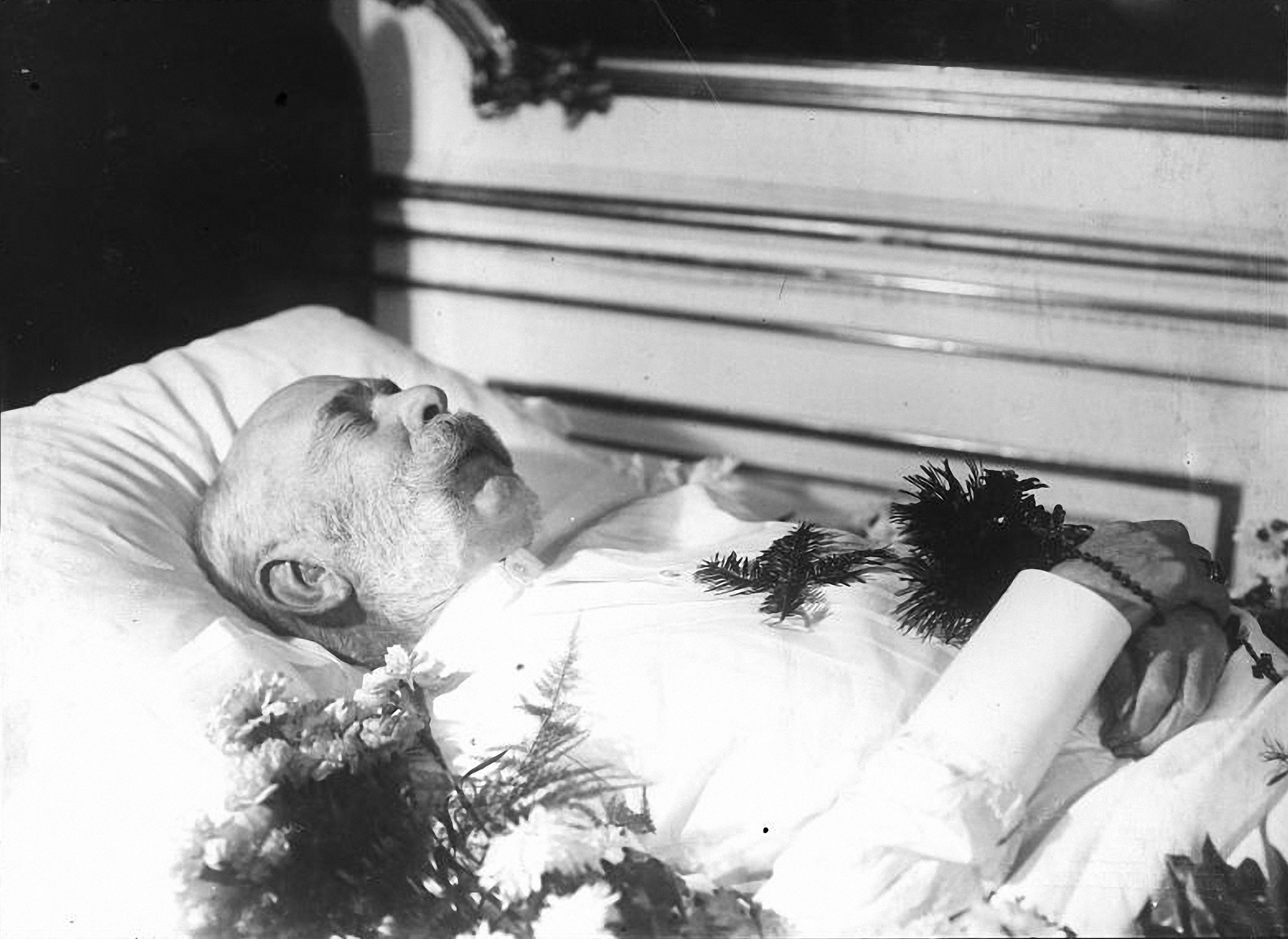
Franz Joseph auf dem Totenbett

## Politik

### Innenpolitik
Die nach der Regierungsübernahme von Kaiser Franz Joseph I. (im Revolutionsjahr 1848) am 4. März 1849 erlassene Reichsverfassung (Oktroyierte Märzverfassung) wurde nie voll umgesetzt und am 31. Dezember 1851 mit den Silvesterpatenten wieder abgeschafft. Von nun an regierte der junge Kaiser wieder absolutistisch und zentralistisch. Erst die Niederlagen 1859 gegen Napoléon III. von Frankreich und die Truppen Sardinien-Piemonts in den blutigen Schlachten von Magenta und Solferino, bei denen Franz Joseph trotz Mangels an Erfahrung selbst den Oberbefehl übernommen hatte, ließen Verfassungsreformen unausweichlich werden: Der Kaiser erließ 1860 das Oktoberdiplom und 1861 das Februarpatent, die die Rückkehr zu konstitutionellen Verhältnissen einleiteten, obwohl er selbst wenig davon hielt.
Die Niederlage gegen Preußen im Deutschen Krieg 1866 reduzierte den realisierbaren Machtanspruch des Kaisers neuerlich und machte Zugeständnisse an die ungarische Aristokratie, die gegenüber dem Zentralstaat in passiver Resistenz verharrte, unausweichlich. Nach zähem Ringen kam es zum Österreichisch-Ungarischen Ausgleich, durch den eine Realunion der beiden Reichsteile entstand.

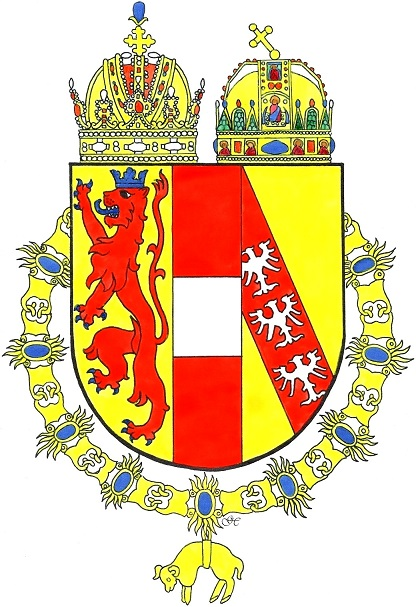
1916 neu geschaffenes persönliches Wappen Franz Josephs, das den österreichisch-ungarischen Dualismus darstellen sollte. Es wurde vier Monate vor seinem Tod noch approbiert, aber nicht mehr eingeführt.

Am 8. Juni 1867 wurde Franz Joseph in der Matthiaskirche zu Ofen (ab 1873 Budapest) zum Apostolischen König von Ungarn gekrönt, wobei der Doppelstaat Österreich-Ungarn entstand. Die Krönung wurde vom Erzbischof von Gran und Fürstprimas von Ungarn János Simor vorgenommen. Die nicht-ungarischen (cisleithanischen, das heißt diesseits des Flusses Leitha liegenden) Länder erzielten am 21. Dezember 1867 eine konstitutionelle Verfassung (Dezemberverfassung).
An dieser Verfassung hielt Franz Joseph bis zu seinem Tod fest, alle Reformpläne (auch die seines designierten Nachfolgers Franz Ferdinand, ein Konzept der Vereinigten Staaten von Groß-Österreich) lehnte er ab. Auch im Reichsrat, dem österreichischen Parlament, und im ungarischen Reichstag kam es auf Grund der widerstreitenden Interessen der Nationalitäten nicht zu einem grundlegenden Reformprojekt. Diese Reformunfähigkeit von Monarch und Parlamenten gab den Unabhängigkeitsbestrebungen der Völkerschaften Österreich-Ungarns neue Nahrung und führte schließlich nach seinem Tod und nach dem verlorenen Krieg zum Zerfall des Vielvölkerstaates.
Die Juden in der Monarchie waren unter seiner langen Herrschaft emanzipiert worden und betrachteten ihn als Schutzherrn. Sogar eine philosemitische Neigung wurde ihm zugeschrieben. Fanatische Antisemiten bezeichneten Franz Joseph, als er sich wegen dessen antisemitischen Polemiken mehrmals weigerte, Karl Lueger als Wiener Bürgermeister zu bestätigen, sogar als „Judenkaiser“.

### Außenpolitik
Außenpolitisch gab es während der Regierungszeit Kaiser Franz Josephs I. eine Serie kleiner Siege wie im Deutsch-Dänischen Krieg. Doch großen militärischen Niederlagen folgte die Verdrängung aus Deutschland und Italien. Nun versuchte die Monarchie in Südosteuropa ihre Einflusssphäre zu vergrößern. Die daraus entstandenen Probleme führten letztlich zum Ersten Weltkrieg.
Russland hatte Österreich beim Kampf gegen die ungarische Revolution 1848 durch sein militärisches Eingreifen den Sieg ermöglicht. Russland war daher enttäuscht, als sich Österreich im Krimkrieg 1854 neutral erklärte. Später kollidierten die Interessen der beiden Großmächte auch auf dem Balkan.
Im italienischen Krieg gegen Frankreich unter Napoléon III. und Sardinien-Piemont wurde die österreichische Armee 1859 aus der Lombardei vertrieben. Nach der Niederlage im Deutschen Krieg 1866 verlor Österreich auch Venetien und schied aus der gesamtdeutschen Politik aus; Bismarck realisierte die „kleindeutsche Lösung“ und der Deutsche Bund wurde beendet. Militärische Leistungen wie Tegetthoffs Sieg in der Seeschlacht von Lissa blieben bedeutungslos.
Beim Berliner Kongress erhielt Österreich-Ungarn 1878 das Mandat, die beiden osmanischen Provinzen Bosnien und Herzegowina zu besetzen und zu verwalten. Formal blieben sie Bestandteile des Osmanischen Reiches. Da sich Österreich und Ungarn nicht darauf einigen konnten, welchem Reichsteil die Provinzen angegliedert werden sollten, wurde die Verwaltung vom k.u.k. Reichsfinanzministerium (einem der drei gemeinsamen Ministerien beider Reichshälften) übernommen.
Nach 1879 lehnte sich die Habsburgermonarchie eng an das 1871 neu gegründete Deutsche Kaiserreich an. Dadurch gewann sie zwar einen mächtigen Verbündeten (etwa in Balkanfragen), wurde aber gleichzeitig in die kommenden Bündnissysteme verstrickt. Österreich-Ungarn bildete mit dem Deutschen Reich den Zweibund, der nach dem Beitritt Italiens Dreibund genannt wurde. Ihm stand später die Entente gegenüber.
Bei der Papstwahl 1903 machte der Kaiser von seinem Recht der Exklusive Gebrauch und ließ durch den Bischof von Krakau, Kardinal Jan Puzyna de Kosielsko, sein Veto gegen die Wahl von Kardinalstaatssekretär Mariano Rampolla del Tindaro zum neuen Papst einlegen. Franz Joseph I. lehnte Rampolla vermutlich wegen seiner vermeintlichen französischfreundlichen Einstellung ab. Daraufhin wurde der Patriarch von Venedig, Giuseppe Melchiorre Sarto, als Pius X. gewählt. Er schaffte dieses Veto-Recht der katholischen Monarchen ab.
1908 wurden Bosnien und die Herzegowina von Franz Joseph I. formal annektiert; seine Berater wollten ihn zu seinem 60-Jahre-Thronjubiläum als Mehrer des Reiches darstellen. Daraus entstand die Bosnische Annexionskrise, da Außenminister Alois Lexa von Ährenthal zuvor nicht das Einvernehmen mit anderen europäischen Mächten hergestellt hatte. So wurde klar, die Donaumonarchie würde im Ernstfall wenige Verbündete haben.
Im Dezember 1911 entließ Franz Joseph vorläufig den Generalstabschef Franz Conrad von Hötzendorf. Die Begründung lag in den fortwährenden Präventivkriegsforderungen Conrads, die der Kaiser rundweg ablehnte. Noch bei einer Audienz am 15. November 1911 machte der Kaiser dem davon unbeeindruckten Generalstabschef Conrad dazu Vorhaltungen: „Diese fortwährenden Angriffe, besonders die Vorwürfe wegen Italien und des Balkan, die sich immer wiederholen, die richten sich gegen mich, die Politik mache ich, das ist meine Politik! Meine Politik ist eine Politik des Friedens. Dieser Meiner Politik müssen sich alle anbequemen.“
Nach dem Mord an Franz Ferdinand und seiner Frau unterließ es der Kaiser 1914, ausländische Staatsoberhäupter zu Verabschiedungszeremonien nach Wien einzuladen: Bei entsprechender Vorbereitung hätten sich wahrscheinlich alle bedeutenden Staatsoberhäupter und Regierungschefs Europas und auch einige aus Übersee versammeln lassen. Doch nicht einmal der deutsche Kaiser Wilhelm II., mit Franz Ferdinand eng verbunden, wurde nach Wien geholt, obwohl er dazu bereit gewesen war.
Ohne den Krieg – im Unterschied zu prominenten Beratern wie Conrad von Hötzendorf – zuvor persönlich angestrebt zu haben, entschied sich der 84-jährige Kaiser in der Julikrise, Serbien gegenüber Stärke zu zeigen. Er folgte kriegsfreudigen Politikern, Militärs und Publizisten und hielt die Kriegserklärung für unvermeidlich. Er unterließ es aber, vor seiner definitiven Entscheidung noch einmal „Kriegsrat“ zu halten und mit den wichtigsten Experten nicht nur in kurzen, inhaltlich undokumentierten Vier-Augen-Gesprächen zu kommunizieren. Von der Einberufung des Reichsrats war ebenfalls nicht die Rede.
Sein Brief vom 2. Juli an Wilhelm II. stellte klar: „Das Bestreben meiner Regierung muß in Hinkunft auf die Isolierung und Verkleinerung Serbiens gerichtet sein.“ Serbien, der „Angelpunkt der panslawistischen Politik“, sollte „als politischer Machtfaktor am Balkan ausgeschaltet“ werden. Franz Joseph genehmigte das Ultimatum an Serbien und entschied sich damit für den Krieg. Als der k.u.k. Finanzminister Leon Biliński ihn nochmals warnte, das Ultimatum werde einen europäischen Krieg verursachen, antwortete der Kaiser: „Gewiß, Rußland kann diese Note unmöglich akzeptieren.“ Die politischen Konflikte auf dem Balkan und die Automatismen der Bündnispolitik brachten 1914 das Verhängnis eines europäischen Krieges, der sich rasch zum Ersten Weltkrieg entwickelte.
Wilhelm II. und das Deutsche Reich standen zum Verbündeten, Italien erklärte sich als neutral, weil Österreich-Ungarn nicht angegriffen worden sei. Italien richtete sodann diverse Gebietsforderungen (Trentino, Triest, Küstenland) an die Monarchie. 1915 wurde Italien Mitglied der Entente, die dem Land auf Kosten Österreich-Ungarns Kriegsbeute versprach.
Als Franz Joseph 1916 starb, war der Krieg noch nicht entschieden, die Monarchie im Inneren aber durch Mangelerscheinungen stark geschwächt. In der Entente und den 1917 in den Krieg eingetretenen USA wurde die Auflösung Österreich-Ungarns 1918 zum Kriegsziel.

Hans Temple: Gratulation der k.u.k. Armee an Kaiser Franz Joseph I. zum 85. Geburtstag durch Erzherzog Friedrich. Friedrich war Armeeoberkommandant (Heeresgeschichtliches Museum.)

### Kultur und Zeitgeist

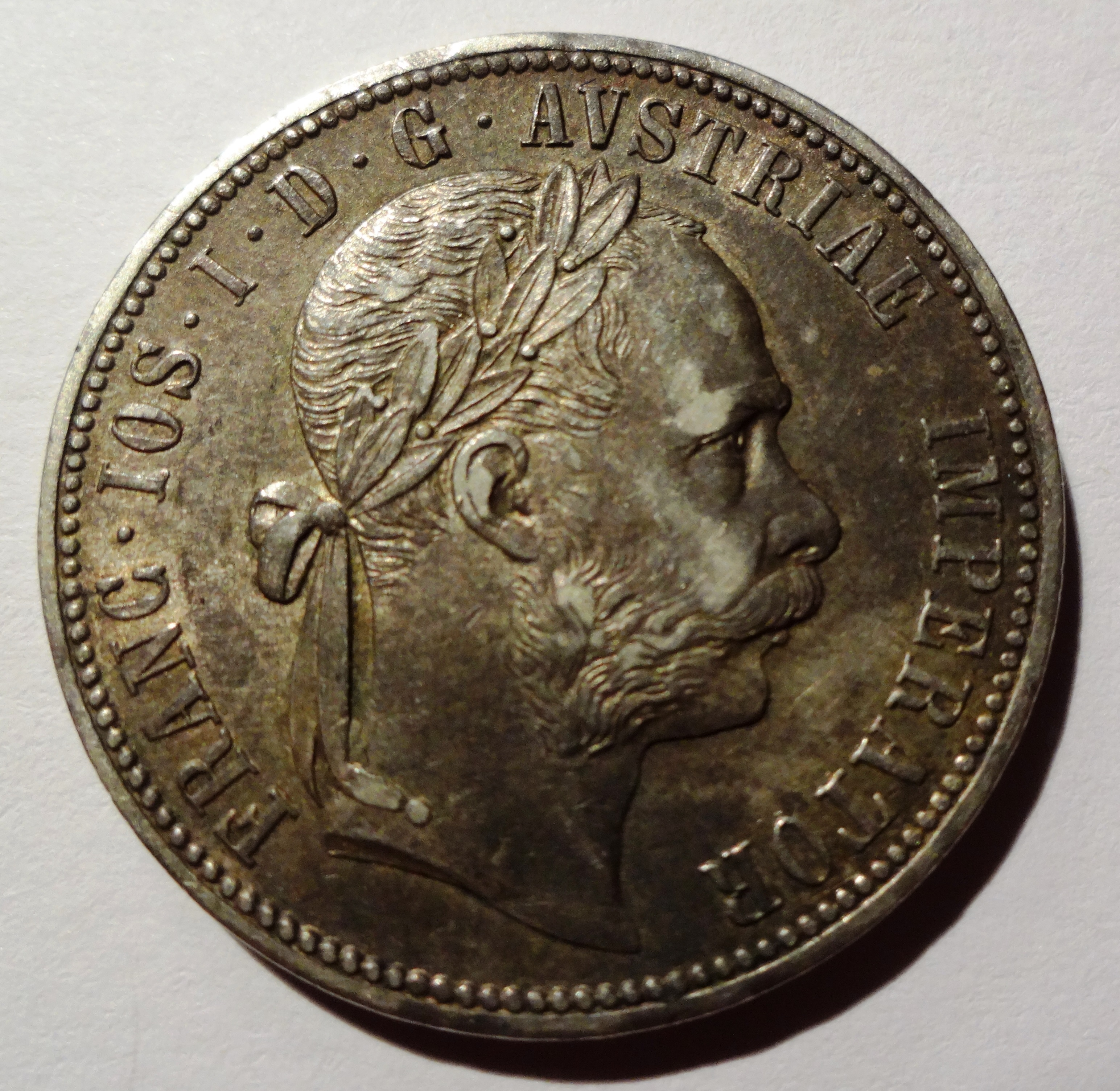
Franz Joseph I. auf Gulden, Jahr 1879

Besonders der wirtschaftliche Aufschwung der Donaumonarchie ist mit der Ära Franz Josephs I. verbunden, dessen Name nach wie vor auf vielen Wiener Prachtbauten aus dieser Zeit als Inschrift zu lesen ist. Nach der Schleifung der mittelalterlichen Stadtbefestigungen Wiens auf Anordnung des Kaisers war Platz für eine die gesamte Innenstadt umfassende Prachtstraße, die Ringstraße geworden (Wiener Ringstraßenstil der Gründerzeit), die heute noch lebendiges Zeugnis seiner Epoche ist.
Unter seiner Regentschaft blühte die Geisteskultur nach der Gründung Österreich-Ungarns, ohne dass der Monarch freilich – im Gegensatz zu seinem Sohn Kronprinz Rudolf – aktiv an diesen intellektuellen Strömungen, die dem militärisch Orientierten ziemlich fremd blieben, Anteil genommen hätte. Die gesellschaftlichen und geistigen Entwicklungen der zweiten Hälfte des 19. Jahrhunderts gingen scheinbar an ihm vorbei (letzteres in auffälligem Kontrast zu seinen kunstinteressierten Vorfahren). Der Suizid des Architekten Eduard van der Nüll, Miterbauer der Wiener Staatsoper, anno 1868 soll durch eine Kritik des Kaisers mit veranlasst worden sein. Gemäß einem Klischee soll Franz Joseph in der Folge zu kulturellen Angelegenheiten nur noch sehr zurückhaltend Stellung genommen haben. So habe er sich, statt irgendein Urteil abzugeben, bei derlei Anlässen nur noch mit seiner wohl bekannten Formel: „Es war sehr schön, es hat mich sehr gefreut!“ geäußert. Elisabeth Springer verweist gegenüber diesem Code für Unverbindlichkeit und Gleichgültigkeit auf die Tatsache, der Kaiser habe Künstler oft durch sein hohes Kunstverständnis überrascht.
Die Zurückhaltung des Kaisers erlaubte es dem Architekten Adolf Loos, genau gegenüber dem barocken inneren Burgtor der kaiserlichen Hofburg im Jahre 1910 sein umstrittenes Wohnhaus, das heutige Looshaus, zu bauen, angeblich das erste schmuck- und ornamentlose Wohnhaus Wiens. Franz Joseph soll die Hofburg seit damals stets durch andere Tore verlassen haben.
Für Reisen innerhalb der Cisleithanischen Reichshälfte und ins Ausland nutzte Franz Joseph ab 1891 den k.u.k. Hofzug, dessen üppige Innenausstattung im Makart-Stil gehalten war. Von der mehrfach erweiterten Zuggarnitur existiert noch der reichhaltig ausgestattete Speisewagen im Technischen Nationalmuseum Prag.

## Historische Einschätzung

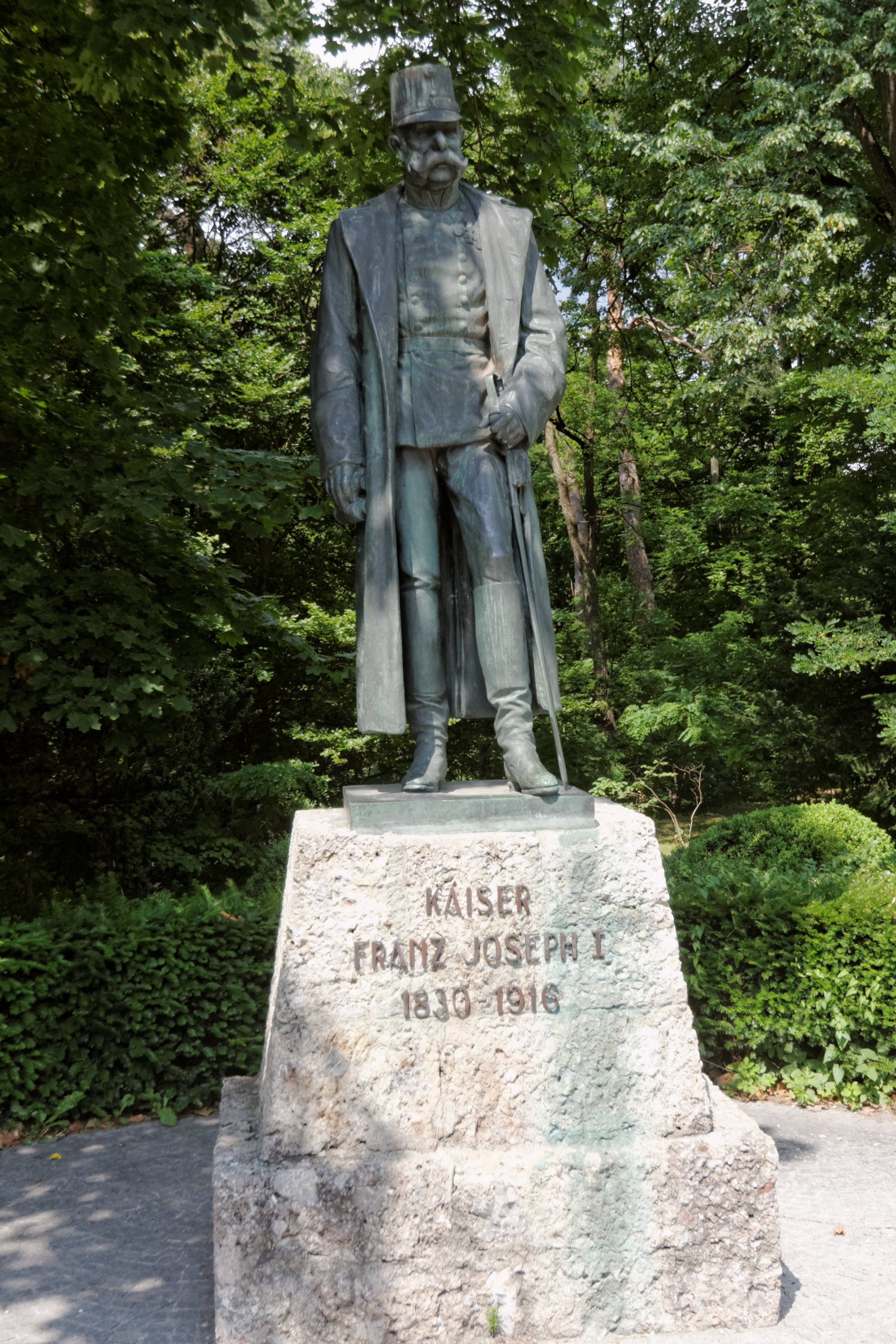
Denkmal Bergisel

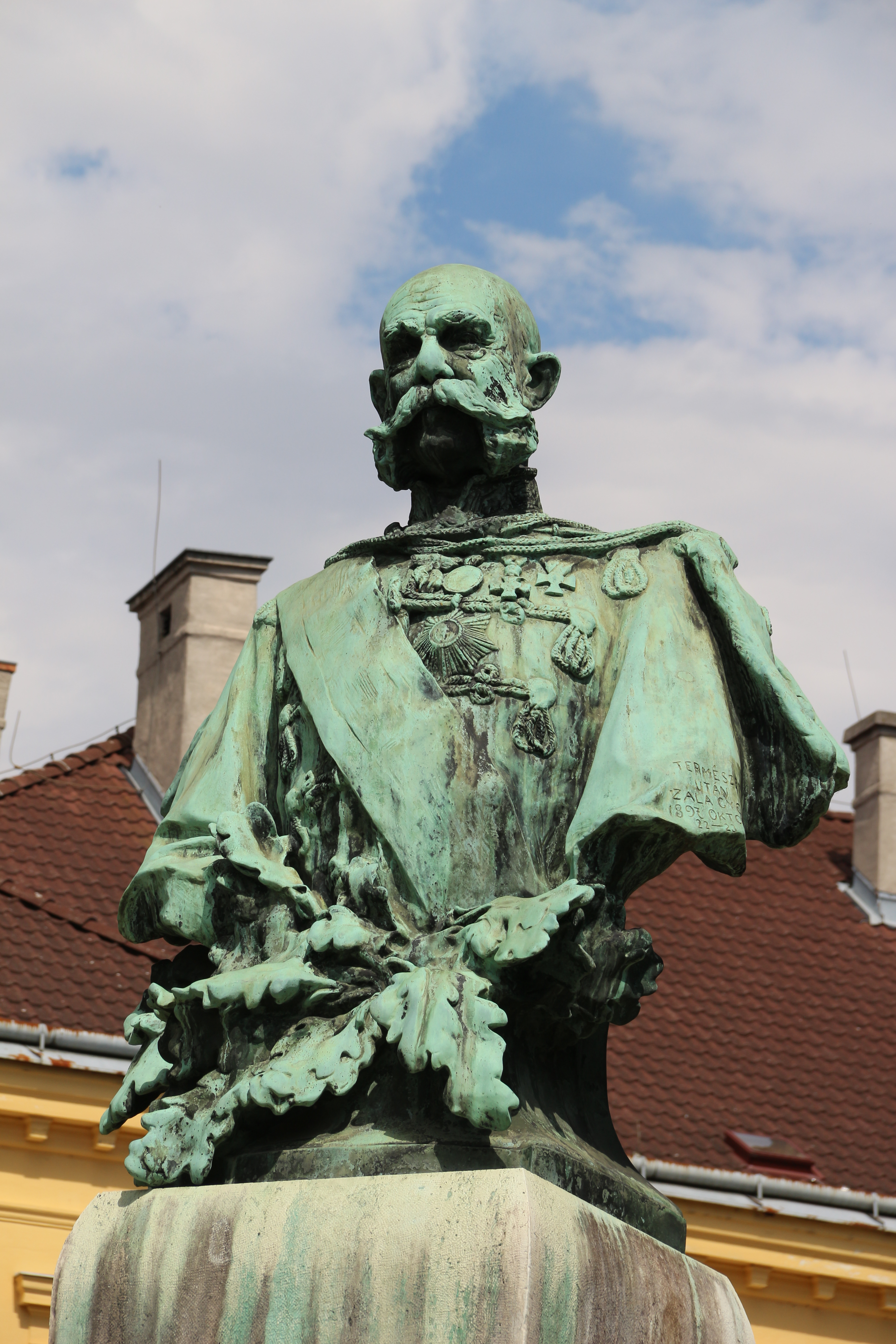
Büste zu Franz Joseph als Apostolischer König von Ungarn in der ungarischen Uniform eines Generals der Kavallerie in Bruckneudorf

Kaiser Franz Joseph ist bis heute in der Geschichtsschreibung eine äußerst zwiespältige Figur. In seiner Anfangszeit nach der Revolution von 1848 unpopulär bis zur Verhasstheit, wurde er (nicht zuletzt in Ungarn) mit dem repressiven „Säbelregiment“ des Nachmärz assoziiert. Sein als Neoabsolutismus bezeichneter Versuch, ohne jedes Parlament zu regieren, erschien schon damals unzeitgemäß. Die liberalen Reformen nach 1859 geschahen gegen seine innere Überzeugung.
Eingezwängt zwischen der raschen gesellschaftlichen und wirtschaftlichen Entwicklung Westeuropas, seiner ererbten Auffassung von gottgegebenen monarchischen Rechten und Pflichten, beschworenen Verfassungsregeln, den sehr unterschiedlichen Interessen der vielen Nationalitäten und der beiden Reichshälften und der Treue zum Bundesgenossen Deutsches Reich, stand er zuletzt nur noch für das, was man Fortwursteln nannte. Viele Beobachter waren der Auffassung, „solange er lebt“, werde sich in Österreich-Ungarn aus Loyalität zum alten Monarchen nichts Wesentliches ändern, danach müsse man aber mit allem rechnen.
Bemerkenswert ist, dass Franz Joseph I. – im Gegensatz zu Thronfolger Franz Ferdinand – das vom k.k. Ministerpräsidenten Max Wladimir von Beck 1906 mit der Sozialdemokratie paktierte allgemeine und gleiche Wahlrecht für Männer in Österreich gegen Interventionen der Aristokratie verteidigte und sein Wirksamwerden 1907 unterstützte. (Den ungarischen Magnaten drohte er nur einmal kurz mit einer Wahlrechtsreform in Ungarn.) Dennoch formulierte der Wirtschaftsfachmann Ernest von Koerber, Ministerpräsident 1900 bis 1904, seine Einschätzung so: „Der Kaiser hat Österreich zweimal unendlich geschadet – einmal durch seine Jugend und einmal durch sein Alter.“ Seine Rolle bei der Auslösung des Ersten Weltkrieges, der „Urkatastrophe des 20. Jahrhunderts“, war – wohl auch auf Grund seines hohen Alters – von fatalistischer Nachgiebigkeit gegenüber österreichischen und ungarischen Kriegstreibern charakterisiert. Der ihm zugeschriebene Ausspruch: „Wenn wir schon zugrunde gehen müssen, dann wenigstens anständig!“ erscheint im Hinblick auf sein ständiges Verhalten durchaus plausibel. Dazu bzw. hinsichtlich der noch zurückgehaltenen kriegstreibenden Partei um Conrad von Hötzendorf passt auch der im Volk kursierende Spruch: „Wenn der alte Kaiser stirbt, geht das Leutumbringen an!“

### Legendenbildung

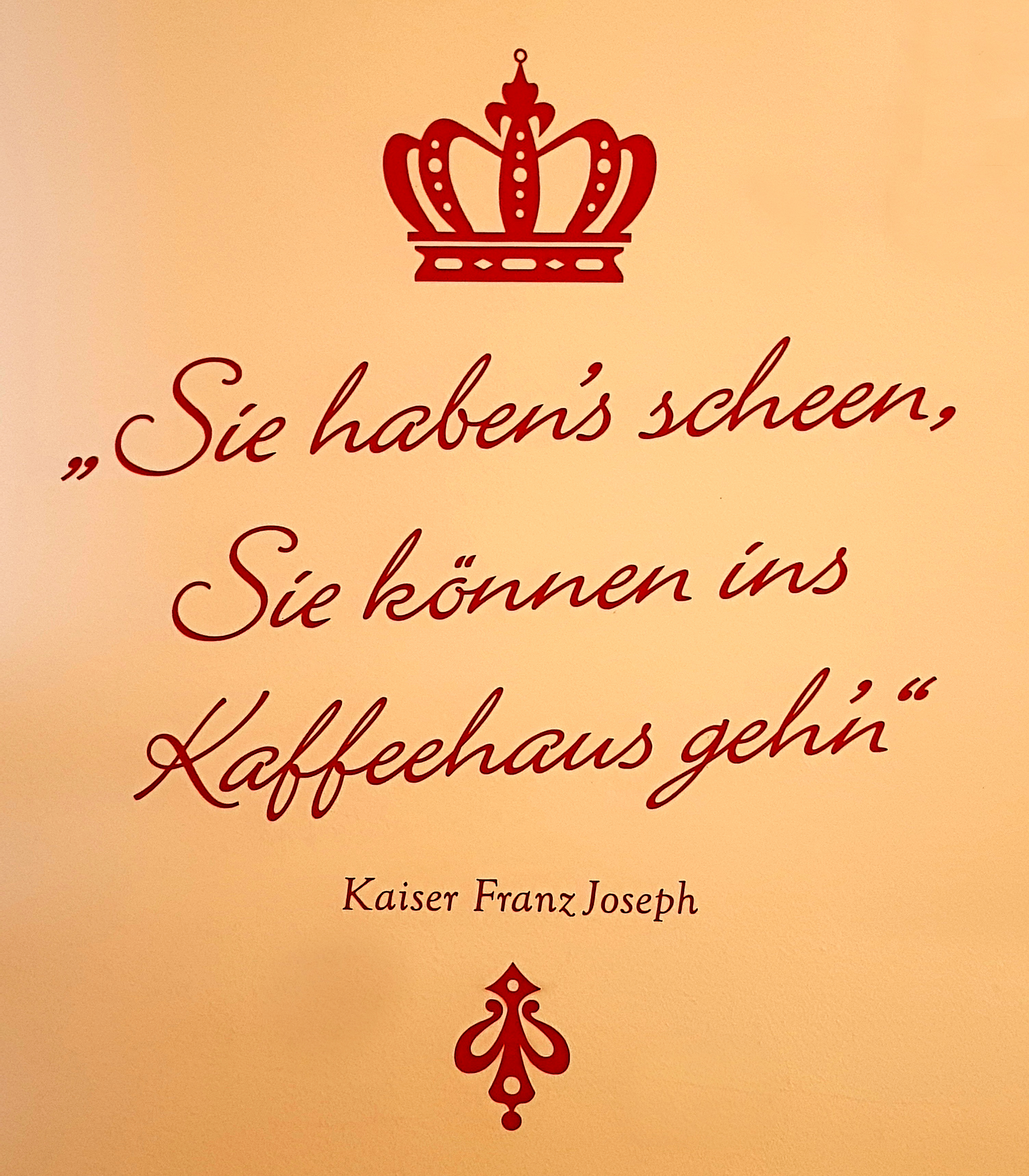
Wanddekoration im Cafe Merano
(Gut Kerschlach)

Dagegen wurde der Kaiser (teilweise schon zu Lebzeiten) zu einer teilweise mit nostalgischem Flair umwobenen Figur, nicht zuletzt auch wegen der Beziehung zu seiner Frau Elisabeth (bekannter unter ihrem Kosenamen Sisi, in den drei Filmen (1955 bis 1957) mit Romy Schneider fälschlich „Sissi“ genannt) und des Briefwechsels mit der Schauspielerin Katharina Schratt, mit der er schon zu Lebzeiten seiner Frau eine lange Beziehung pflegte, übrigens auf Elisabeths Initiative hin. Seine Schicksalsschläge – der Tod seines ersten Kinds Sophie im Jahre 1857, 1867 die Hinrichtung seines Bruders Maximilian in Mexiko, der Suizid seines Sohnes Kronprinz Rudolf 1889, die Ermordung seiner Frau Elisabeth 1898, zuletzt die Ermordung seines Neffen und Thronfolgers Erzherzog Franz Ferdinand und dessen Frau beim Attentat von Sarajewo im Juni 1914 – machten ihn in den Augen seiner Untertanen zu einem Mann, der ein schweres Schicksal stoisch trug. In den letzten Jahren seiner Herrschaft wurde er, auch aufgrund seines äußeren Erscheinungsbildes, mehr und mehr als gütiger älterer Herr gesehen, als archetypischer „Landesvater“, der gegenüber den nach 1900 überbordenden Nationalitätenkonflikten als Instanz der Bewahrung und des Zusammenhalts auftrat. Dieses Bild wird auch heute am häufigsten mit seiner Person in Verbindung gebracht.
Joseph Roth schrieb 1932 in seinem Roman Radetzkymarsch: „(…) und einen Teil der Erde, nämlich die österreichisch-ungarische Monarchie, hatte Er Franz Joseph dem Ersten zugeteilt“; mit Er war Gott gemeint. Es existierte bereits zu Lebzeiten des Kaisers ein später auch vielfach weiter gezeichnetes wirklichkeitsfremdes Bild eines Regenten, „der offenbar nichts falsch gemacht und mit ‚seiner Friedensliebe‘ sich für die ‚altehrwürdige Monarchie‘ geradezu aufgeopfert hat“.
Im nächsten Jahr veröffentlichte Felix Salten seinen Roman Florian: Das Pferd des Kaisers, wo er die unübersichtliche Persönlichkeit Franz Josephs mit einer gewissen Hochachtung laudiert:
„Sein Wesen konnte niemand einfach mit kurzen Worten schildern. Es war falsch, zu sagen: er ist gut; falsch, zu behaupten: er ist böse. Falsch, zu behaupten: er ist tückisch, boshaft oder rachgierig, ebenso falsch, zu denken: er ist ohne Argwohn, vertrauensvoll und gnädig. Jeder, der sich zu solchen Behauptungen hinreißen ließ, hatte recht und unrecht zugleich. Dass er unnahbar war, blieb das Einzige, das sich mit gutem Grund sagen ließ. Unnahbar, ein wahrhaft großer Herr, gab er das Beispiel peinlichster Pflichterfüllung, war genau, zuverlässig und pünktlich in der Arbeit wie in allem Umgang.“
Ein Topos der Legendenbildung um den (alten) Kaiser betrifft seinen vermeintlichen Unwillen, technische Neuerungen (allen voran das Auto) zu akzeptieren und zu nutzen. Dem Gegenüber stehen zahlreiche Berichte, Aufzeichnungen und Bilder in Literatur und Presse, die sehr wohl eine Nutzung solcher beweisen. Allerdings scheint der Monarch vielen Neuerungen gegenüber zumeist eine abwartende Position eingenommen zu haben. So nutzte Franz Joseph beispielsweise – entgegen dem Stereotyp vom technikscheuen Menschen – ab 1908 sehr wohl das Automobil für Ausfahrten und soll sich auch zufrieden über das Fahren im Auto geäußert haben. Ebenso besuchte er laut der Allgemeinen Automobilzeitung wiederholt Automobilausstellungen und ließ sich von Produzenten und Ingenieuren die Technik der Fahrzeuge erklären. Insgesamt sind noch zwei Automobile, die an den Monarchen geliefert wurden (ein Austro-Daimler und ein Gräf & Stift 40/45 HP) erhalten. Die Unternehmen Gräf & Stift und Metzeler warben sogar mit dem Bild des Kaisers bei der Nutzung des Automobils.
Auch das Telefon nutzte der Kaiser laut den Aufzeichnungen seines Kammerdieners Eugen Ketterl, allerdings verbat er sich eine Aufstellung des Apparates auf seinem Schreibtisch.

### Sozialhistorische Wahrnehmung

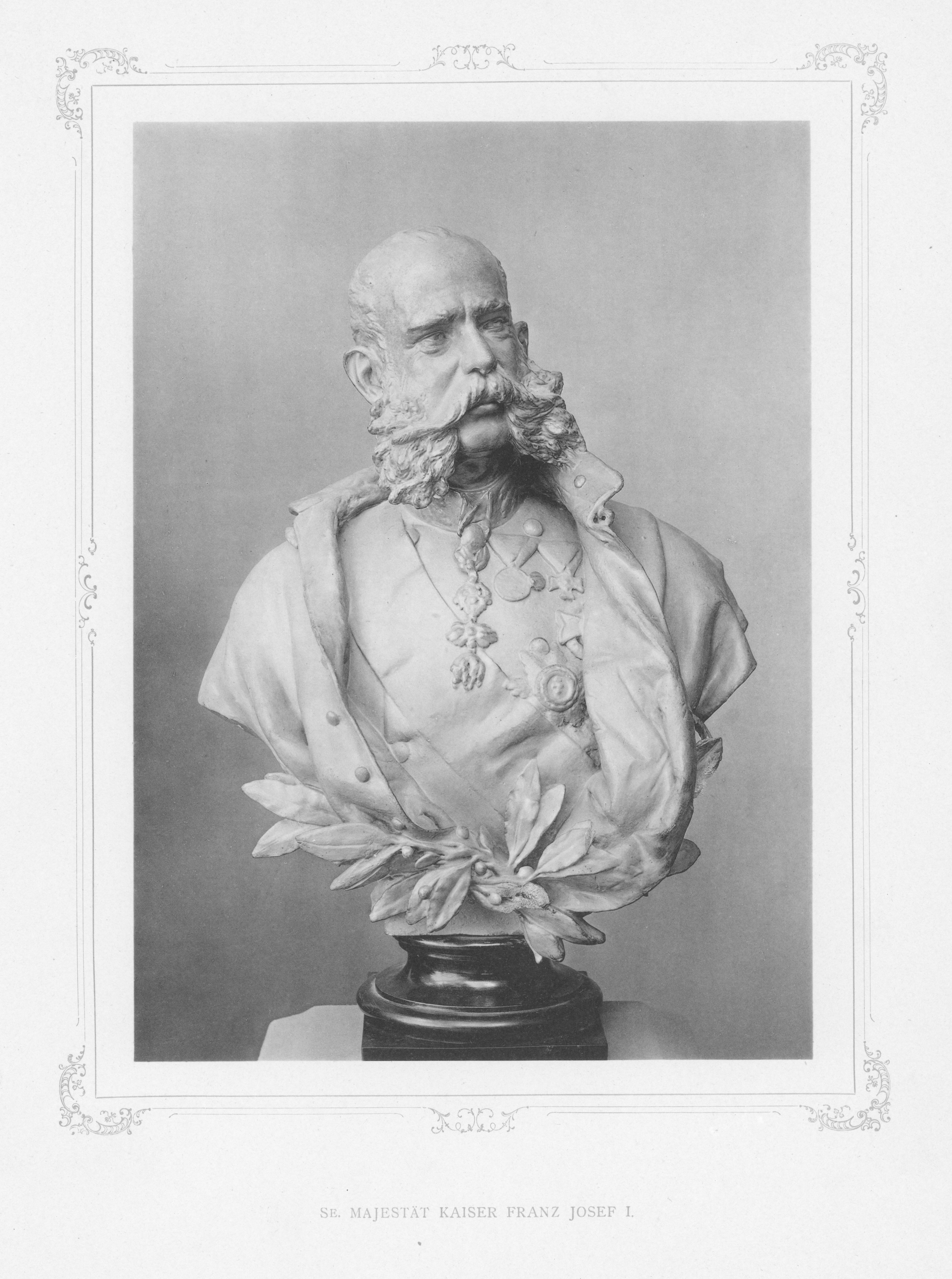
Franz Joseph I., Büste von Viktor Tilgner

Nach Franz Werfel gipfelte die Gesellschaftspyramide der Donaumonarchie in der sozialen Rolle des Kaisers als sakrosankter, fast religiös überhöhter Spitze:

„Der höchste Beamte war Gott. Gott aber war eine unsichtbare Instanz, zu der nur ein indirekter Dienstweg […] beschreitbar war. Gott trug weder eine Zivildienst- noch eine Militäruniform. Seine k. u. k. Apostolische Majestät, der Kaiser in Wien, trug als nächster im Range eine Generalsuniform mit Eichenlaub am Kragen, wodurch er sich von der anderen Generalität unterschied. Vom Kaiser ging die Leiter ununterbrochen abwärts …“

Die Ausbildung hierarchischer Strukturen wird sozialpsychologisch teilweise mit der These erklärt, dass ein Kind, nachdem es erkannt hat, „wie beschränkt tatsächlich die Allmacht des Vaters ist“, oft nicht anders kann, als sich

„immer wieder einen neuen Vater zu suchen: Im Lehrer, im Pfarrer, im Bürgermeister, in Königen und Kaisern. Mit einer gewissen Regelmäßigkeit wird das Vaterbild auf mehrere Personen aufgeteilt, wobei die furchterregenden Eigenschaften in einer den Erziehern wohlbekannten und den meisten erwünschten Wahl auf den Polizeimann, Flurwächter und sonstige Amtspersonen übertragen werden.“

Im Sinne dieser Archetypenbildung fungierte Kaiser Franz Joseph als Bindeglied zwischen der aus der christlichen Trinität stammenden göttlichen Vatergestalt und allen menschlichen Vätern:

„Gott und Kaiser haben die besondere Stellung in der Vaterreihe gemeinsam, dass man ihnen anhängt, ohne sich mit ihnen zu messen und ihre Höhe erreichen zu wollen. […] Das Kind hat das Verlangen, von einem […] Wesen abzuhängen, dessen Größe, Macht und Wissen ihm absolute Sicherheit und Schutz gewähren. Der Wunsch nach einem solchen Vater lässt eben den wirklichen Vater fallen und bleibt als Bedingung für die Wahl der Vatergestalten. Er schafft die Intensität der Verehrung und Abhängigkeit für die späteren Autoritäten, als letztes irdisches Abbild, für den König und Kaiser. Der Sicherheitsgewinn der uralten Wunscherfüllung, die in der tiefsten Seele das Paradies der Kindheit mit seinem unvergleichlichen Vater bewahrte, erhielt sich trotz der Kritik des Verstandes.“

In der Gesellschaft zählte, wie unter anderem Stefan Zweig anschaulich berichtet, der ältere, reife Mann, weniger der jugendliche. Das Greisenhafte des alten Kaisers verstärkte die mythische Weihe seiner Patriarchenrolle. „Vom Alter zu Boden gedrückt und des nahen Endes bewußt, verschlossen in seiner Einsamkeit […] scheint der Kaiser […] die heroische Mediocritas zu verkörpern.“
Die gesellschaftlich institutionalisierte Vaterrolle des Kaisers wurde durch individuelle Züge höchst wirksam ergänzt. Franz Joseph präsentierte sich als statische, leidgeprüfte Gestalt, die „mit der zwangsneurotischen Pedanterie einer Maschine“ am Schreibtisch saß, Akten studierte und unterschrieb, wie Erwin Ringel meinte: „Der Mann wurde schon in der Kindheit durch seine Mutter und die Erziehung vernichtet, hat dann 68 Jahre regiert, [… und] hat in dieser überlangen Zeit keine einzige konstruktive Idee gehabt […].“ Diese Diagnose resultiert aus dem Pessimismus des Kaisers und seinem Wissen um die eigene Erfolglosigkeit, die jedoch vom Gedanken der Pflichterfüllung bis zum letzten Atemzug und dem Wunsch, mit Ehren zugrunde zu gehen, flankiert wurden, ferner von einer tief eingewurzelten „Scheu vor Entscheidungen, Reformen und Veränderungen“. Augenscheinlich drang einiges von diesem Geist auch in die k. u. k. Verwaltung ein, die zwar tüchtig administrierte, aber vor allem in der Spätzeit der Epoche die Verwaltungsmaschinerie ohne lebendigen Schwung und ohne wirkliche Zukunftsperspektiven dahinwerkeln ließ.
Die wahrgenommene soziale Rolle des Kaisers als Spitzenrepräsentant des Verwaltungsstaates deckte sich anscheinend auch mit seiner Selbstwahrnehmung. So gab Franz Joseph bei der Volkszählung in Österreich-Ungarn 1910 als Beruf „selbständiger Oberbeamter“ an.

### Film
Obwohl Kaiser Franz Joseph technischen Neuerungen grundsätzlich skeptisch bis ablehnend gegenüberstand, hatte er vom Film eine positive Meinung – wohl in Anerkennung des großen Werbe- und Propagandapotentials dieses vor allem unter der einfachen Bevölkerung besonders beliebten Mediums. So ließ er sich häufig – vorerst jedoch nur von französischen Operateuren – bei seinen Aktivitäten filmen: Etwa bei den Kaisermanövern mit seinem reichsdeutschen Pendant Kaiser Wilhelm in Mähren 1909, bei der Gamsjagd im selben Jahr in Bad Ischl, bei der Hochzeit von Thronanwärter Karl 1911 in Schwarzau, oder auch an der Adria-Ausstellung 1913 in Wien.
1911 berichtete die Kinematographische Rundschau über ein Vorkommnis bei einer Rede des Kaisers an seinem 81. Geburtstag, an der auch ein Operateur der Oesterreichisch-Ungarischen Kinoindustrie, wie die Wiener Kunstfilm-Industrie damals noch hieß, anwesend war. Er stellte seinen Aufnahmeapparat nahe an den Kaiser, wurde jedoch von einem Mann des Gefolges aufgrund des Knarrens des Apparates aufgefordert, während der Rede des Kaisers nicht zu filmen. „Kaiser Franz Joseph hörte es, faßte den Herrn des Gefolges beim Arm und sagte, so daß es der Operateur hören konnte: ‚Lassen Sie den Mann nur seine Arbeit verrichten, mich stört es nicht!‘ Der Operateur drehte weiter, und als der Kaiser geschlossen, winkte er dem Kinematographen freundlich zu.“
Im Todesjahr des Kaisers entstand der letzte große Hofbericht aus der Monarchie. Sascha Kolowrat-Krakowsky filmte das Begräbnis für die Wiener Kinos.
1993 stellte das Österreichische Filmarchiv unter dem Titel k.u.k.: Kaiser und Kinematographie eine 3-stündige Aneinanderreihung sämtlicher Aufnahmen von Kaiser Franz Joseph zusammen, darunter auch Aufnahmen von seiner Reise durch Bosnien und die Herzegowina im Jahr 1910, wo unter anderem christliche und muslimische Kinder gemeinsam beim friedlichen Vorbeigehen an einem Aufnahmeort zu sehen sind.

## Rezeption

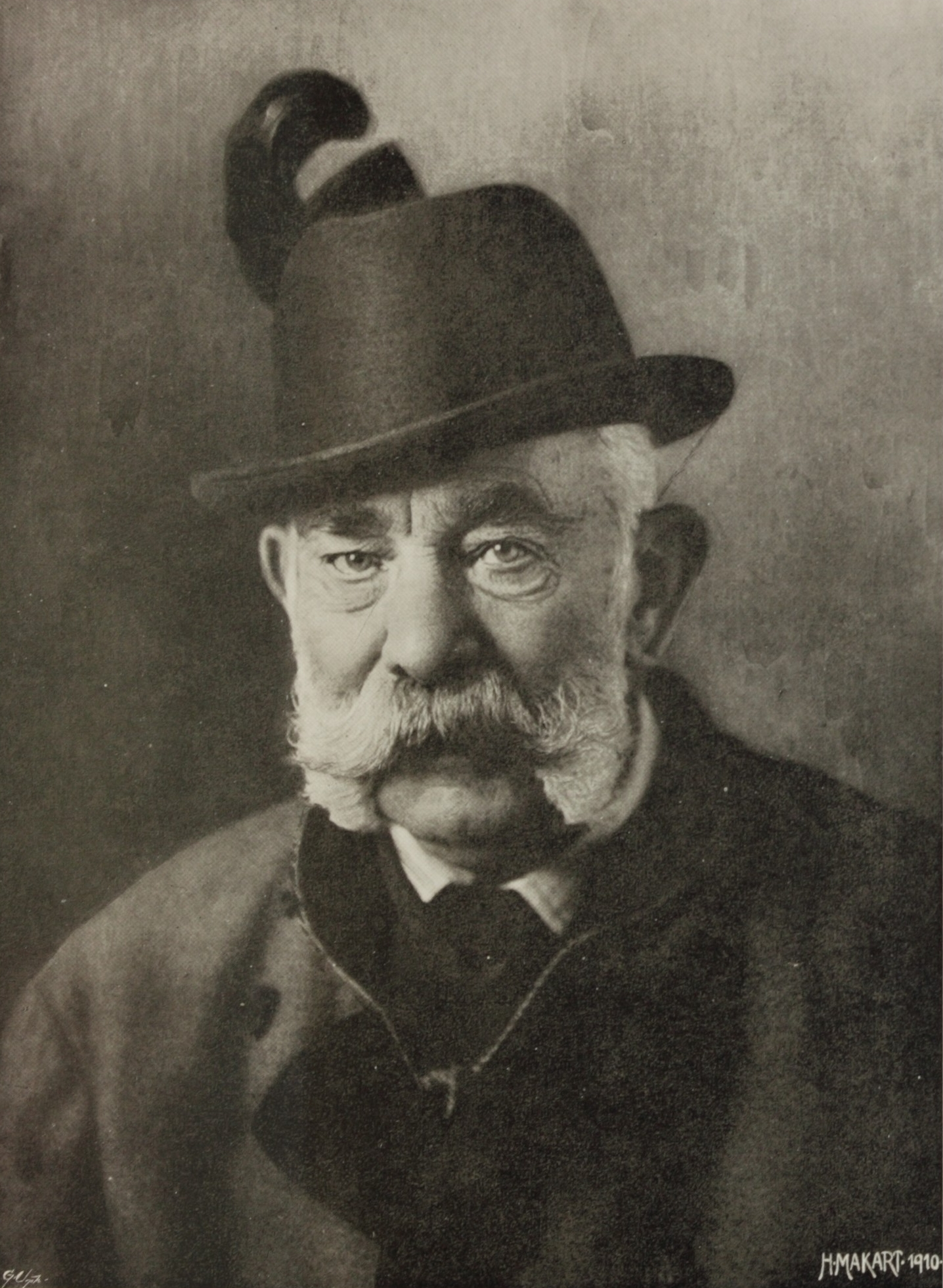
Der Kaiser in Jagdkleidung, Aufnahme von Hans Makart jun., 1910

Das seit 1891 als k.u.k. Heeresmuseum bezeichnete heutige Heeresgeschichtliche Museum in Wien (HGM) wurde von Franz Joseph I. besonders gefördert. Er erteilte als Zwanzigjähriger selbst den Auftrag zum Bau des „Waffenmuseums“ (1850–1857) an den Architekten Theophil von Hansen und stiftete 30 der 60 Marmorstatuen von Monarchen und Feldherren in der „Feldherrenhalle“, dem Vestibül des seit 1869 öffentlich zugänglichen Hauses. Es handelte sich um den ersten staatlichen, als solchen geplanten und damit ältesten Museumsbau in der Geschichte Wiens.
Das Haus war ursprünglich dem Gedenken und der Verherrlichung des kaiserlichen Heeres gewidmet. Es sollte eine Art Ruhmeshalle des stets kaisertreuen Militärs bilden – gleichsam Dank und Anerkennung des Monarchen für seine Armee, die dem Haus Habsburg während der Revolution 1848/49 die Herrschaft, insbesondere über das abtrünnige Ungarn, gesichert hatte.

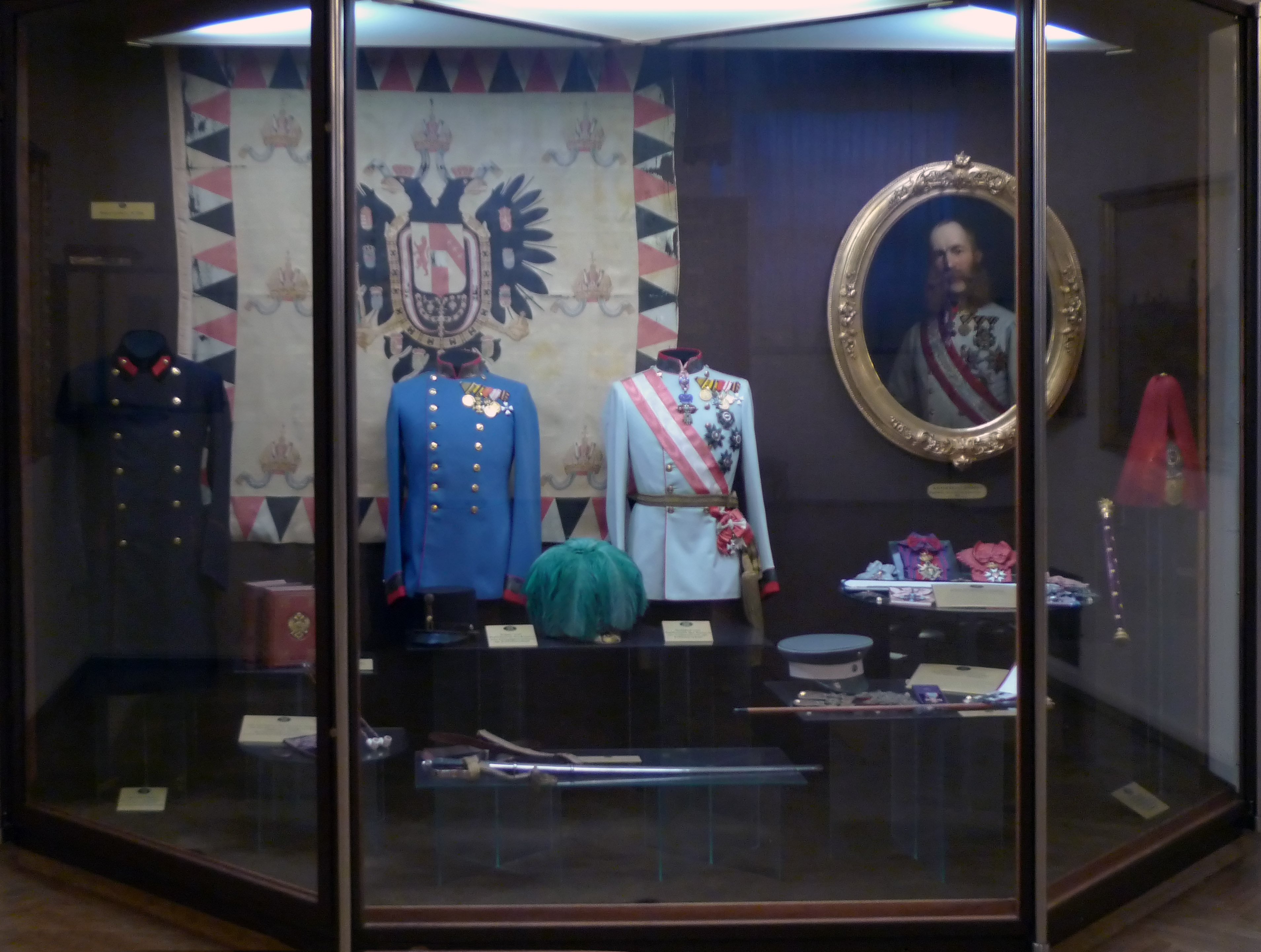
Vitrine mit Gegenständen des Kaisers im Heeresgeschichtlichen Museum

In der Dauerausstellung des Heeresgeschichtlichen Museums wird seines Gründers prominent gedacht, unter anderem wird seine Uniform des k.k. Infanterieregiments Hoch- und Deutschmeister, die er 1843 als Kind bei seiner militärischen Ausbildung getragen hatte, gezeigt. Weiters ist Franz Joseph ein eigener Saal gewidmet, dieser enthält eine Vitrine, die ganz persönliche Gegenstände des Kaisers zeigt. Es handelt sich dabei um die einzigen persönlichen Objekte des Kaisers, die dauerhaft öffentlich zugänglich sind. Darunter befindet sich seine Uniform mit Campagne- und Galawaffenrock mit den Rangabzeichen eines k.u.k. Feldmarschalls. Franz Joseph trug diese Uniformen in seiner Funktion als Inhaber des Allerhöchsten Oberbefehls der österreichisch-ungarischen Armee. Er war, wenn er nicht auf die Jagd ging, im Inland praktisch ausschließlich in Uniform zu sehen, um seine Verbundenheit mit dem Heer zu betonen.

Briefmarke, 1915, Michel-Nr. 35 A

Neben den im HGM gezeigten beiden Originaluniformen des Kaisers sind in der Sammlung des Kunsthistorischen Museums noch weitere Kleidungsstücke des Monarchen erhalten geblieben. Dazu gehören noch je eine Gala-Uniform (1910), eine Campgane-Uniform in österreichischer (1889) sowie ungarischer (1907) Adjustierung von Hof-Schneidermeister Anton Uzel & Sohn. Auch ein „Ausseer Jagdanzug“ aus den 1880er Jahren sowie eine Robe des Kaisers als Großmeister des Ordens vom Goldenen Vlies sind erhalten. Im Rahmen der großen Ausstellungen zum 100. Todestag Franz Josephs wurden neben vielen persönlichen Gegenständen auch Unterwäsche und Taschentücher des Kaisers gezeigt.
Die Reste der früher zahlreich vorhandenen Uniformen, die der Kaiser als Inhaber ausländischer Regimenter oder als Feldmarschall fremder Heere besessen hatte, wurden während der Luftangriffe des Zweiten Weltkrieges fast vollständig vernichtet. An die „Kollegialität“ unter den Monarchen erinnern die ausgestellten ausländischen Orden des Kaisers, darunter der britische Hosenbandorden und der französische Orden der Ehrenlegion. Ausgestellt sind aber auch der Zwicker und Zigarrenspitzen des Kaisers.
Im Bildband Wien seit 60 Jahren, der von der Stadt Wien 1908 „der Jugend Wiens“ zu seinem 60-Jahre-Regierungsjubiläum gewidmet wurde, wurde Franz Joseph I. als einer „der größten Bauherren“ bezeichnet, die „unsere Stadt je gehabt hat“. Im 1930 in Berlin uraufgeführten Singspiel von Ralph Benatzky, Im weißen Rößl am Wolfgangsee, hieß es in einem Lied über den Kaiser: „draußen im Schönbrunner Park / sitzt ein alter Herr / sorgenschwer“. In Joseph Roths 1932 erschienenem Roman Radetzkymarsch beschreibt er die letzten Lebensstunden Franz Josephs im November 1916. In Felix Saltens Roman Florian: Das Pferd des Kaisers aus dem Jahre 1933 – später auch verfilmt – ist der alte Franz Joseph eine von den Hauptpersonen. Hingegen wurde in der 1955 begonnenen Filmtrilogie Sissi, Sissi – Die junge Kaiserin und Sissi – Schicksalsjahre einer Kaiserin der sehr junge Franz Joseph gezeigt. Joseph Roths Roman wurde 1965 und 1995 verfilmt; der Film von 1965 wurde von Konservativen kritisiert, weil darin Franz Joseph kurz im Nachthemd zu sehen ist.
Nach Franz Joseph wurden unzählige Verkehrsflächen, Gebäude, Schiffe oder Institutionen wie Schulen benannt, zudem erinnern nach wie vor zahlreiche Kaiserdenkmäler an den Monarchen.

## Vorfahren
| Ahnentafel Kaiser Franz Josephs von Österreich | Ahnentafel Kaiser Franz Josephs von Österreich                                        | Ahnentafel Kaiser Franz Josephs von Österreich                                        | Ahnentafel Kaiser Franz Josephs von Österreich                                        | Ahnentafel Kaiser Franz Josephs von Österreich                                        | Ahnentafel Kaiser Franz Josephs von Österreich                                                             | Ahnentafel Kaiser Franz Josephs von Österreich                                                           | Ahnentafel Kaiser Franz Josephs von Österreich                                                         | Ahnentafel Kaiser Franz Josephs von Österreich                                                                   |
| ---------------------------------------------- | ------------------------------------------------------------------------------------- | ------------------------------------------------------------------------------------- | ------------------------------------------------------------------------------------- | ------------------------------------------------------------------------------------- | --- | --- | --- | --- |
| Ururgroßeltern                                 | Kaiser Franz I. Stephan (1708–1765) ⚭ 1736 Maria Theresia (1717–1780)                 | König Karl III. von Spanien (1716–1788) ⚭ 1738 Maria Amalia von Sachsen (1724–1760)   | König Karl III. von Spanien (1716–1788) ⚭ 1738 Maria Amalia von Sachsen (1724–1760)   | Kaiser Franz I. Stephan (1708–1765) ⚭ 1736 Maria Theresia (1717–1780)                 | Herzog Christian III. von Pfalz-Zweibrücken (1674–1735) ⚭ 1719 Karoline von Nassau-Saarbrücken (1704–1774) | Joseph Karl von Pfalz-Sulzbach (1694–1729) ⚭ 1717 Elisabeth Auguste Sofie von der Pfalz (1693–1728)      | Großherzog Karl Friedrich von Baden (1728–1811) ⚭ 1751 Karoline Luise von Hessen-Darmstadt (1723–1783) | Landgraf Ludwig IX. von Hessen-Darmstadt (1719–1790) ⚭ 1741 Henriette Karoline von Pfalz-Zweibrücken (1721–1774) |
| Urgroßeltern                                   | Kaiser Leopold II. (1747–1792) ⚭ 1765 Maria Ludovica von Spanien (1745–1792)          | Kaiser Leopold II. (1747–1792) ⚭ 1765 Maria Ludovica von Spanien (1745–1792)          | König Ferdinand I. (1751–1825) ⚭ 1768 Maria Karolina von Österreich (1752–1814)       | König Ferdinand I. (1751–1825) ⚭ 1768 Maria Karolina von Österreich (1752–1814)       | Friedrich Michael von Pfalz-Birkenfeld (1724–1767) ⚭ 1746 Maria Franziska von Pfalz-Sulzbach (1724–1794)   | Friedrich Michael von Pfalz-Birkenfeld (1724–1767) ⚭ 1746 Maria Franziska von Pfalz-Sulzbach (1724–1794) | Karl Ludwig von Baden (1755–1801) ⚭ 1774 Amalie von Hessen-Darmstadt (1754–1832)                       | Karl Ludwig von Baden (1755–1801) ⚭ 1774 Amalie von Hessen-Darmstadt (1754–1832)                                 |
| Großeltern                                     | Kaiser Franz II. (1768–1835) ⚭ 1790 Maria Theresia von Neapel-Sizilien (1772–1807)    | Kaiser Franz II. (1768–1835) ⚭ 1790 Maria Theresia von Neapel-Sizilien (1772–1807)    | Kaiser Franz II. (1768–1835) ⚭ 1790 Maria Theresia von Neapel-Sizilien (1772–1807)    | Kaiser Franz II. (1768–1835) ⚭ 1790 Maria Theresia von Neapel-Sizilien (1772–1807)    | König Maximilian I. Joseph (1756–1825) ⚭ 1797 Karoline Friederike Wilhelmine von Baden (1776–1841)         | König Maximilian I. Joseph (1756–1825) ⚭ 1797 Karoline Friederike Wilhelmine von Baden (1776–1841)       | König Maximilian I. Joseph (1756–1825) ⚭ 1797 Karoline Friederike Wilhelmine von Baden (1776–1841)     | König Maximilian I. Joseph (1756–1825) ⚭ 1797 Karoline Friederike Wilhelmine von Baden (1776–1841)               |
| Eltern                                         | Franz Karl von Österreich (1802–1878) ⚭ 1824 Sophie Friederike von Bayern (1805–1872) | Franz Karl von Österreich (1802–1878) ⚭ 1824 Sophie Friederike von Bayern (1805–1872) | Franz Karl von Österreich (1802–1878) ⚭ 1824 Sophie Friederike von Bayern (1805–1872) | Franz Karl von Österreich (1802–1878) ⚭ 1824 Sophie Friederike von Bayern (1805–1872) | Franz Karl von Österreich (1802–1878) ⚭ 1824 Sophie Friederike von Bayern (1805–1872)                      | Franz Karl von Österreich (1802–1878) ⚭ 1824 Sophie Friederike von Bayern (1805–1872)                    | Franz Karl von Österreich (1802–1878) ⚭ 1824 Sophie Friederike von Bayern (1805–1872)                  | Franz Karl von Österreich (1802–1878) ⚭ 1824 Sophie Friederike von Bayern (1805–1872)                            |
| Franz Joseph I. Kaiser von Österreich          |                                                                                       |                                                                                       |                                                                                       |                                                                                       | | | | |

## Dokumentarfilm
- Terra X History (2024): Sisis große Liebe? Kaiser Franz Joseph I. (29 min).